# Elaboracja (amunicja)

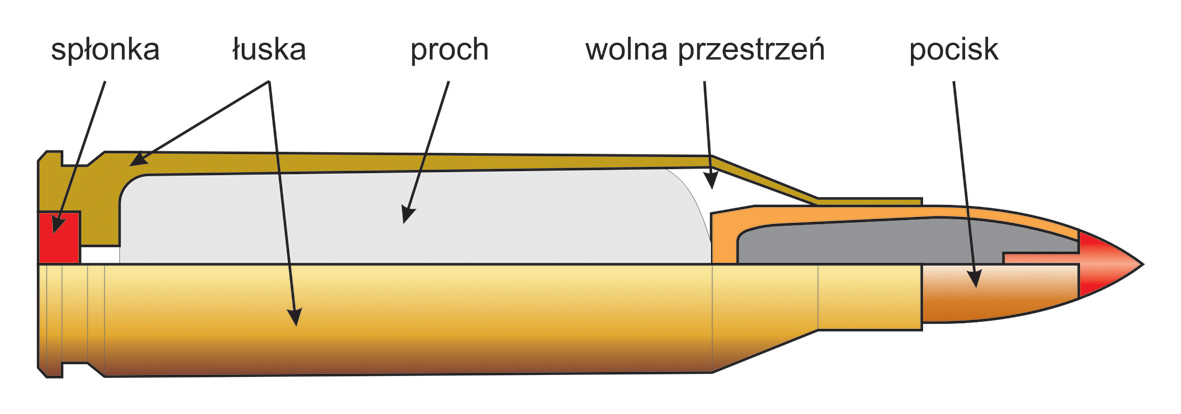
Półprzekrój współczesnego naboju zespolonego

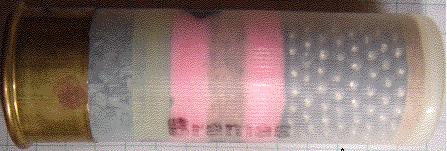
Nabój do strzelby o kalibrze 12/70 w przeźroczystej plastikowej łusce. Wewnątrz widoczne od lewej: proch bezdymny, przybitka, śrut ołowiany i zatyczka

Elaboracja – zespół czynności w procesie produkcji lub przygotowania do użycia amunicji. 
Do głównych działań w procesie elaboracji zalicza się między innymi:
- napełnianie łusek materiałem miotającym
- osadzanie słonek, zapłonników i pocisków
- łączenie zapalników z pociskami
- wypełnianie odpowiednich elementów materiałem wybuchowym

## Elaboracja ręczna
Elaboracja ręczna polega na wytwarzaniu nabojów niefabrycznych w warunkach nieprzemysłowych (najczęściej na własny użytek). Może również łączyć się z reelaboracją opierającą się na wykorzystywaniu łusek z uprzednio odstrzelonej amunicji.

### Zalety
- Względy ekonomiczne – najdroższym elementem naboju jest łuska stanowiąca ~50% kosztu wytworzenia naboju więc wielokrotne jej używanie pozwala obniżyć koszty o połowę. Istnieje również możliwość samodzielnego odlewania pocisków ołowianych, co daję kolejną oszczędność rzędu 25%. Amunicja do kalibrów rzadziej stosowanych – zwłaszcza kalibrów „dużych” – jest nieproporcjonalnie droga w stosunku do kosztów jej wytworzenia: samodzielnie scalona amunicja w kalibrach takich jak 9.3x74R,.375 H&H Mag,.416 Rigby,.458 Winchester i podobnych jest około czterokrotnie tańsza od oferowanej przez sklepy myśliwskie.
- Jakość – przemysłowa produkcja amunicji wymaga objętościowego odmierzania ładunku prochu a kontrola jakości ogranicza się do kilku sztuk z dużej partii. Elaboracja ręczna pozwala na wagowe dozowanie prochu i kontrolę każdej scalonej sztuki. Ponadto w warunkach nieprzemysłowych możliwe jest wykonanie wielu wariantów amunicji (różne naważki, różne prochy, różne głębokości osadzenia pocisku), przeprowadzenie praktycznych testów na strzelnicy i wybór amunicji najlepiej dopasowanej do konkretnej broni.
- Możliwość uzyskania szczególnych właściwości amunicji – elaboracja pozwala uzupełnić ofertę handlową o pożądaną, do szczególnych zastosowań amunicję. Czasem są to powody irracjonalne, czasem wymagane przepisami lokalnego prawa a czasem potrzebą konkretnego zastosowania broni.
  - wiele kalibrów łatwo jest „wzmocnić” do wymaganego prawem minimum – np. całkowicie bezpieczne jest osiągnięcie 2000 J w odległości 100 m od lufy dla kalibru 30-30 Win, co jest warunkiem do polowania na starsze dziki i jelenie w Polsce[2];
  - możliwe jest dostosowanie balistyki zewnętrznej pocisku do konkretnego zastosowania przez radykalne zmniejszenie jego prędkości lub zwiększenie przy użyciu pocisku znacznie lżejszego.
- Wytwarzanie niedostępnej na rynku amunicji – posiadacze zabytkowej broni w kalibrach, do których żaden producent nie oferuje amunicji, mogą w stosunkowo łatwy sposób zaopatrzyć się w dostateczną ilość naboi. Współczesne urządzenia, w oparciu o materiały publikowane, pozwalają na zmianę łuski odpowiednio wybranego kalibru do oczekiwanych wymiarów i dalszą elaborację. Tę samą metodę stosują projektanci tzw. wildcatów – kalibrów nie uwzględnionych w normach ani specyfikacjach fabrycznych. Najczęściej wildcaty używają standardowej łuski jakiegoś kalibru i jedynie jej szyjka jest zwężona lub poszerzona, co umożliwia zastosowanie pocisku o większej lub mniejszej średnicy.

### Narzędzia i wyposażenie
Elaboracja amunicji do luf gwintowanych jest w Polsce stosunkowo młodą dziedziną i dlatego w wielu przypadkach brakuje polskiego nazewnictwa dla używanego sprzętu, a nawet tam gdzie ono istnieje zwyczajowo najczęściej używa się nazw angielskich. Z tego powodu w dalszej części stosowane będzie często nazewnictwo anglojęzyczne z jednorazowym swobodnym tłumaczeniem lub wyjaśnieniem opisowym.
Obecna oferta urządzeń i narzędzi jest bardzo szeroka. Oferowany jest zarówno prosty sprzęt ręczny, jak i specjalizowane urządzenia z napędem elektrycznym wykonujące kilka operacji jednocześnie.

#### Prasy elaboracyjne

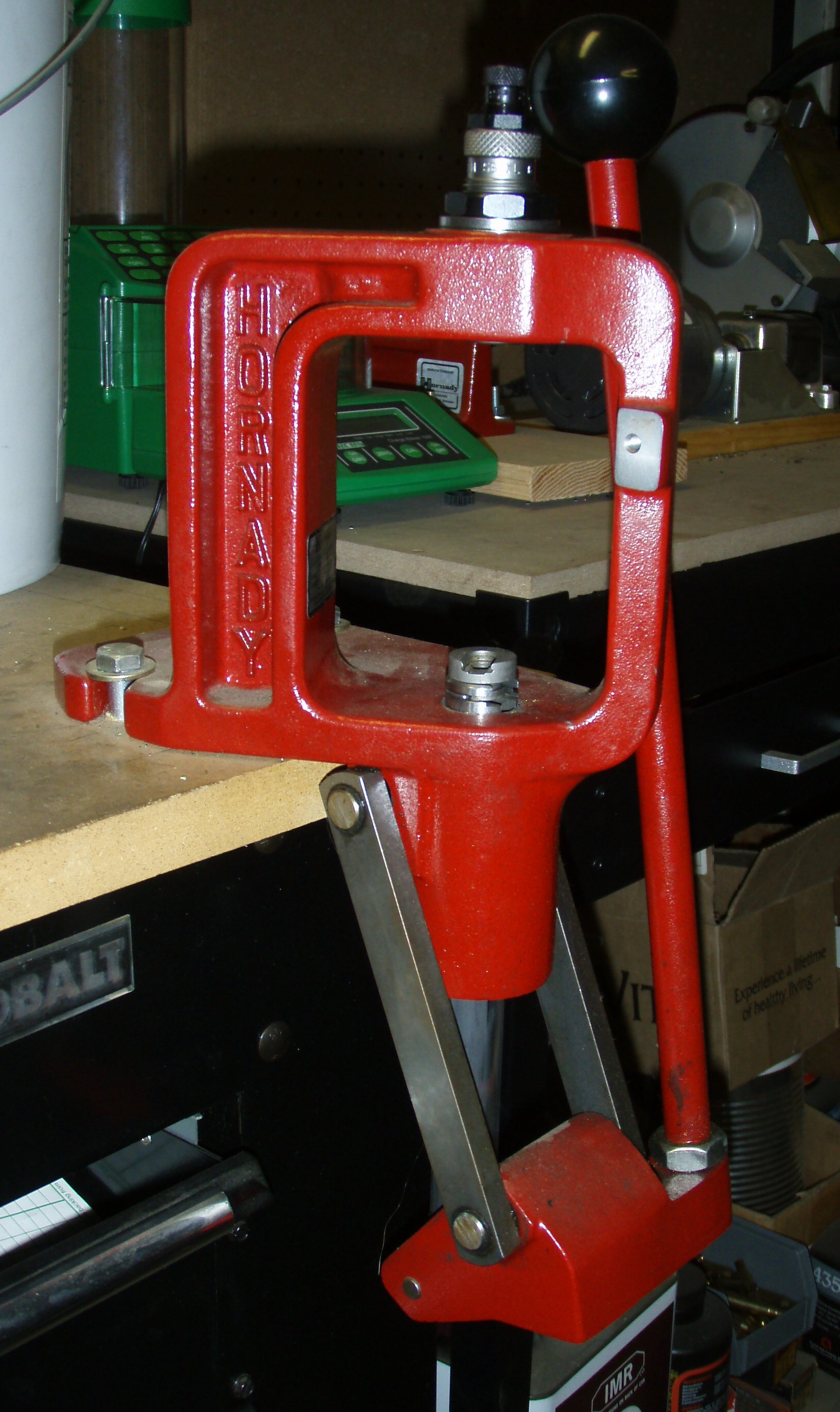
Jednostanowiskowa prasa typu O

Prasa jest podstawowym sprzętem w elaboracji, montowane w niej narzędzia pozwalają na przywrócenie łusce fabrycznych wymiarów, wymianę spłonki, zasypanie prochem i osadzenie pocisku. Zależnie od konstrukcji prasy i celu elaboracji (maksymalna dokładność lub maksymalna wydajność) część (czasem większość) operacji wykonuje się przy pomocy specjalizowanych narzędzi nie montowanych do prasy.
Ze względu na stopień zautomatyzowania prasy dzielimy na:
- ręczne. Proste urządzenia najczęściej kształtem przypominające szczypce oraz zawijarki do amunicji przeznaczonej do broni gładkolufowej;
- jednostanowiskowe. Trwale przytwierdzone do stołu prasy pozwalające na montowanie tylko jednej matrycy i jednego uchwytu łuski (shellholder). Po wykonaniu jednej operacji na całej serii elaborowanych łusek konieczna jest zmiana matrycy celem wykonania kolejnej czynności. Prasy jednostanowiskowe stosuje się zawsze przy elaboracji amunicji precyzyjnej, a także gdy wydajność nie jest argumentem kluczowym. Różnią się kształtem, umownie nazywane literą:
  - prasy typu C – odlewana (najczęściej) konstrukcja kształtem przypominają literę C, matryca i trzpień z uchwytem łuski zamykają otwartą stronę litery;
  - prasy typu O – odlewana (najczęściej) konstrukcja kształtem przypominają literę O, matryca i trzpień z uchwytem łuski znajdują się w środku litery;
  - prasy typu H – stalowa konstrukcja oparta na dwóch pionowych trzpieniach między którymi przesuwa się pozioma płyta z uchwytem łuski, matryca jest montowana do „sklepienia” trzpieni;
  - prasy typu Arbor (ang. pergola, altana) – rozbudowana wersja prasy H, posiada 3 lub 4 pionowe trzpienie konstrukcji;
- wielostanowiskowe. Prasy pozwalają na montaż 2 do 6 matryc i wykonania kilku operacji po jednorazowym włożeniu łuski do uchwytu. Najczęściej spotykane typy pras wielostanowiskowych to:
  - prasy Turret (z obrotową głowicą, w której montowanych jest kilka matryc) – po wykonaniu jednej operacji ręcznie obraca się głowicę o kąt, przy którym kolejna matryca znajduje się nad łuską. Prasy te cechują się nieco mniejszą precyzją i niewiele większą wydajnością od pras jednostanowiskowych, polecane są dla myśliwych często wykonujących niewielką ilość amunicji;
  - prasy typu Arbor – posiadają konstrukcję analogiczną do pras jednostanowiskowych z tą różnicą, że możliwe jest w niej zamontowanie kilku matryc i uchwytów łusek obok siebie. Mimo że po każdej operacji konieczne jest przełożenie łuski do sąsiedniego uchwytu posiadają podobną wydajność co prasy Turret, lecz przewyższają je precyzją wykonania amunicji;
  - prasy progresywne – posiadają obrotową głowicę do montażu matryc lub płytę z uchwytami łusek. Po wykonaniu jednej operacji uchwyty łusek automatycznie obracają się o jedno stanowisko, do kolejnego uchwytu należy włożyć łuskę i podczas gdy na tej łusce wykonywana jest pierwsza operacja na poprzedniej wykonywana jest kolejna. Po wykonaniu pełnego obrotu gotowy nabój wypada do pudełka. Najprostsze konstrukcyjnie prasy tego typu wykonują kolejne operacje na jednej łusce nie zmieniającej swego położenia a ruch obrotowy wykonuje głowica z matrycami. Prasy progresywne cechują się bardzo dużą wydajnością (do 1 200[3] szt. amunicji na godzinę) i obniżoną precyzją, polecane są przede wszystkim do dynamicznych strzelań sportowych, gdzie ilość wykonanej amunicji jest ważniejsza od jej powtarzalności. Również są najodpowiedniejsze do elaboracji amunicji śrutowej.

#### Matryce i uchwyty łusek

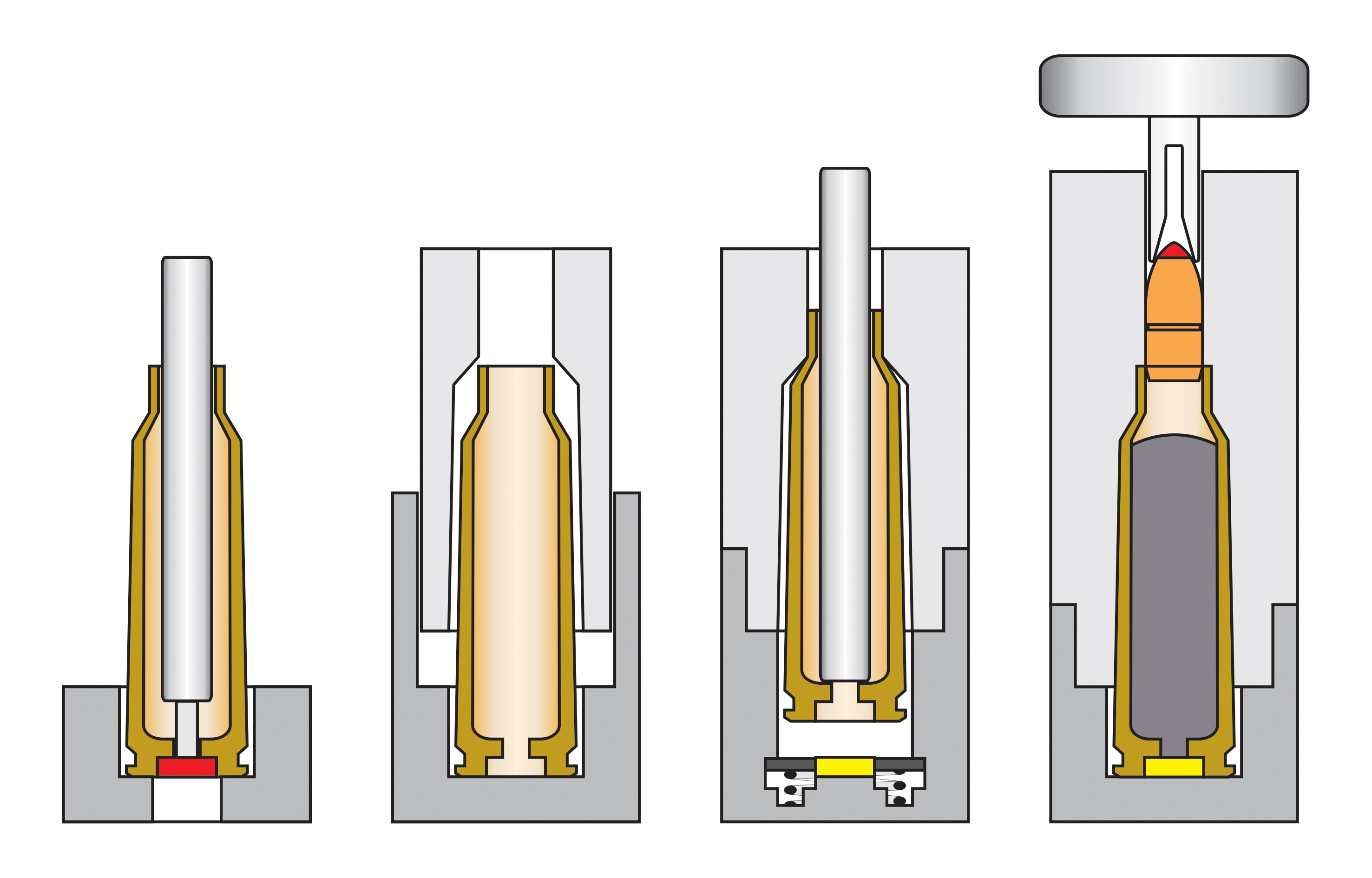
Użycie matryc ręcznych

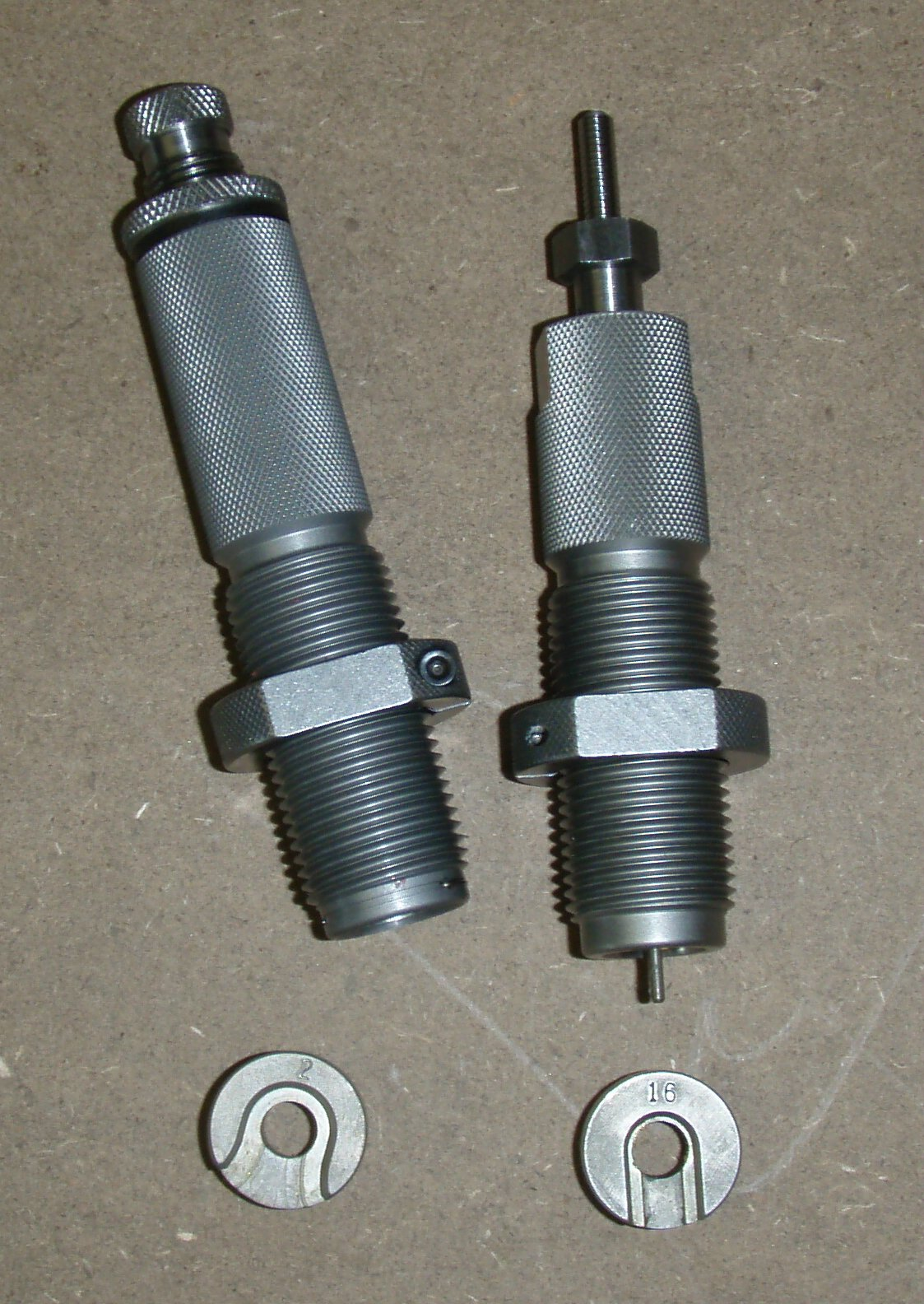
Matryce i uchwyty łuski

Matryce są podstawowymi narzędziami służącymi do przywrócenia łusce nominalnych wymiarów, usunięcia wypalonej spłonki i osadzenia pocisku.
Istnieje wąska grupa matryc, których użycie nie wymaga prasy elaboracyjnej, lecz stosować je można w dowolnej niewielkiej prasie stołowej, a nawet przy pomocy gumowego młotka. Ten typ matryc nie formatuje całej łuski, lecz jedynie jej szyjkę – dlatego można je stosować niewielką ilość razy do formatowania tej samej partii łusek oraz wyłącznie, gdy łuski pochodzą z amunicji wystrzelonej z tej samej broni, w której używane będą ponownie.
W większości przypadków wystarczające jest posiadanie 2 lub 3 matryc do każdego z elaborowanych kalibrów:
- FL Die – matryca do formatowania całej łuski i usuwania wystrzelonej spłonki;
- Seater Die – matryca do osadzania pocisku;
- Expander Die – matryca do poszerzania końcówki łuski celem łatwiejszego wprowadzenia pocisku, potrzebna jest jedynie do łusek cylindrycznych nie posiadających charakterystycznej szyjki – głównie łusek pistoletowych i rewolwerowych, a także niektórych starych kalibrów karabinowych (np. .45-70 Goverment) oraz łusek amunicji do broni gładkolufowej.

Przy elaboracji amunicji precyzyjnej lub pracy na prasie progresywnej, a także dla oszczędności łusek (zwiększenia ich trwałości nawet do ponad 100 ładowań) stosuje się dodatkowo matryce:
- Decaping Die – matryca do usuwania spłonek, zazwyczaj jest to matryca uniwersalna pasująca do prawie wszystkich kalibrów;
- Neck Die (lub NS Die) – matryca do formatowania jedynie szyjki łuski;
- Body Die – matryca do formatowania jedynie komory prochowej łuski;
- Crimp Die – matryca do wzmacniania zacisku pocisku w szyjce łuski;
- Trimm Die – matryca do skracania szyjki łuski, obecnie rzadko stosowana – do skracania używa się trimmerów;
- Powder Charging Die – matryca do dozowania prochu na prasie progresywnej;
- Powder Charge Indicator Die – matryca do kontroli ilości wsypanego na prasie progresywnej prochu;
- Powder Compress Die – matryca do ubijania prochu w łusce;
- Case Forming Die – matryca (czasem komplet kilku matryc) do zmiany kalibru łuski, stosowana do otrzymywania łusek w kalibrach już nie produkowanych z łusek łatwo osiągalnych, często wymaga dużej prasy jednostanowiskowej typu O lub Arbor;
- Blank Crimp Die – matryca do amunicji ślepej;
- Neck Reamer Die – matryca do wygładzania wnętrza szyjki łuski i zmniejszania grubości szyjki łuski, zawsze w komplecie ze specjalnym rozwiertakiem;

Matryce formatujące szyjkę łuski – FL Die i NS Die – oferowane są w dwóch wariantach:
- Expander Type – z trzpieniem poszerzającym. Ponieważ łuski pochodzące od różnych producentów, a nawet z różnych serii produkcyjnych, posiadają różną grubość ścianki łuski szyjka musi być sformatowana do wymiaru gwarantującego prawidłowy zacisk pocisku w łusce o minimalnej dopuszczalnej grubości. Jeżeli grubość szyjki jest większa, to pocisku nie będzie się dało wcisnąć i dlatego matryca posiada specjalny trzpień odpowiednio poszerzający wnętrze sformatowanej szyjki.
- Bushing Type – matryca ma wymienne tuleje (bushingi) o średnicach zapewniających formatowanie szyjki bez konieczności jej późniejszego poszerzania. Najczęściej konieczne jest posiadanie kilku bushingów o średnicach dopasowanych do różnych partii posiadanych łusek i różnych zastosowań elaborowanej amunicji. Ten typ matryc jest zdecydowanie droższy, ale pozwala kontrolować siłę zacisku pocisku i zwiększa trwałość łusek.

Matryce NS Die i Body Die występują w dwóch wariantach: z „podbiciem ramion” – kontrolą headspace i bez.
Część matryc Bushing Type i Seater Die wyposażona jest w śrubę mikrometryczną ułatwiającą precyzyjną kontrolę głębokości formatowania szyjki i głębokości osadzenia pocisku (długości naboju).
Uchwyt łuski (shellholder) jest niewielką tulejką pozwalającą na stabilne utrzymanie łuski w prasie, wystarczająco silne by nie tylko wciśnięcie łuski do matrycy było możliwe, lecz również jej wyciągnięcie. Shellholdery używane do formatowania znajdują również zastosowanie w wielu priming tools (narzędziach do osadzania spłonki w łusce) oraz trimmerach (urządzeniach do skracania łuski). W rzadkich przypadkach shellholdery przeznaczone są do jednego tylko kalibru, najczęściej jeden uchwyt pasuje do kilku-kilkunastu kalibrów o podobnej średnicy denka i wtoku oraz wysokości wtoku nad denkiem łuski.

#### Narzędzia do osadzania spłonek

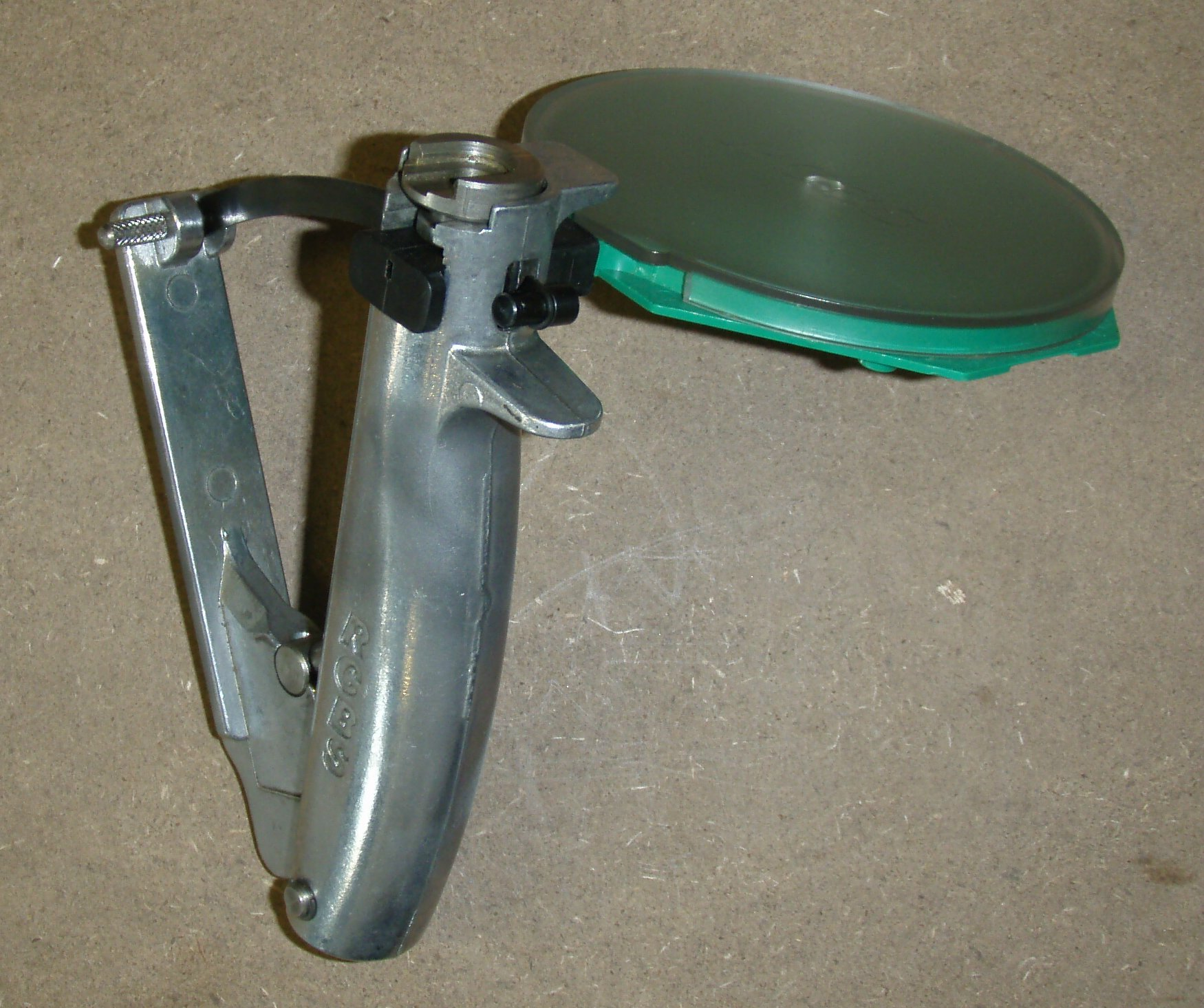
Narzędzie do osadzania spłonek

Zdecydowana większość pras posiada odpowiednie oprzyrządowanie pozwalające na osadzenie nowych spłonek do sformatowanych łusek. Często jednak podczas elaboracji z użyciem pras innych niż progresywne stosuje się niezależne narzędzia – Priming Tools, z kilku powodów:
- Ręczne matryce zawsze pozwalają osadzić nową spłonkę podczas wybijania łuski z matrycy po formatowaniu.
- Z konieczności. Ręczne prasy zazwyczaj nie umożliwiają tej operacji, podobnie jak część prostych pras stanowiskowych.
- Dla wygody i bezpieczeństwa. Przy osadzaniu dużej ilości spłonek specjalistyczne narzędzia znacznie przyspieszają pracę. Pozwalają również na lepszą kontrolę siły wciskania – spłonki zbyt luźne często wypadają z łuski podczas strzału, co skutkuje przedmuchem gazów prochowych do komory zamkowej.

Praktycznie wszystkie Priming Tools są narzędziami ręcznymi, różnią się jednak znacznie budową i zaawansowaniem technologicznym. Przy elaboracji niewielkich ilości amunicji najczęściej stosowane są narzędzia kształtem przypominające szczypce – jedną stroną mocują łuskę, drugą zakończoną odpowiednio uformowanym końcem wciskają spłonki do gniazda. Najpopularniejsze są jednak narzędzia zbliżone wyglądem do ilustracji obok. Spłonki znajdujące się w talerzyku wciskane są do gniazda w łusce zamocowanej w uchwycie znajdującym się na górze rękojeści. Zależnie od konstrukcji Priming Tool używa tych samych shellholderów co prasy elaboracyjne, przeznaczonych do narzędzia lub uniwersalnych dla wszystkich kalibrów. Stosuje się również podobnie wyglądające narzędzia, które zamiast tacki używają paska z wciśniętymi do niego spłonkami. Paski można kupować załadowane fabrycznie lub napełniać je samemu.

#### Dozowniki prochu

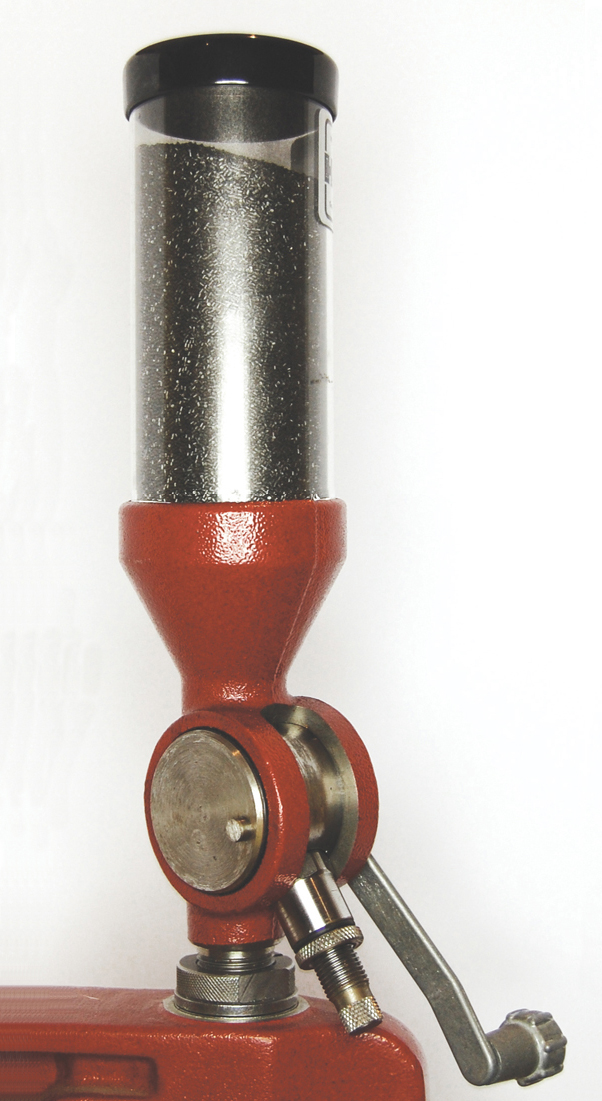
Dozownik prochu

Dozowniki prochu służą do odmierzenia wymaganej – wynikającej z tabel elaboracyjnych – naważki prochu dla danego kalibru, z uwzględnieniem: gatunku prochu, producenta i typu pocisku, planowanej długości naboju po scaleniu oraz parametrów mniej istotnych jak producenta łuski czy producenta i typu spłonki. Odmierzanie naważki odbywa się jedno- lub dwuetapowo: wstępną naważkę uzupełnia się drugim narzędziem, bardziej precyzyjnym.
Dozowniki prochu znacznie różnią się między sobą budową, dokładnością i wydajnością. Najczęściej wyróżnia się następujące typy:
- Powder Charging Die – stosowane niemal wyłącznie przy elaboracji z użyciem pras progresywnych.
- Łyżeczki. Osiągalne w handlu łyżeczki najczęściej występują w kompletach kilkunastu do dwudziestu paru łyżeczek o różnej pojemności. W zestawie takim z reguły udaje się znaleźć łyżeczkę o wystarczająco dokładnej objętości do każdej niemal elaboracji. Istnieją również łyżeczki o regulowanej pojemności, mają formę walca z ruchomym dnem, które można zablokować na żądanej wysokości. Wiele osób zajmujących się elaboracją używa łyżeczek samodzielnie zrobionych – przeważnie z łusek – o objętości ściśle dopasowanej do konkretnej elaboracji.
- Zsypy – ilustracja obok. Montowane do prasy elaboracyjnej lub blatu roboczego zsypy są obecnie najczęściej stosowanymi dozownikami, pozwalają na dość dokładne odmierzenie żądanej naważki prochu w stosunkowo krótkim czasie. Każde przekręcenie bębna wysypuje żądaną ilość prochu do podkładanej od spodu szalki wagi lub bezpośrednio do łuski. Zintegrowana śruba regulacyjna – często posiadająca głowicę mikrometryczną – pozwala na ustawienie dowolnej naważki.
- Mikrodozowniki (Tricklers). Wszystkie wymienione wcześniej dozowniki posiadają jedną wspólną wadę – nie są bardzo dokładne. Każde wstrząśnięcie pojemnikiem z prochem może w istotny sposób zmienić jego gęstość nasypową więc kolejno odmierzane identyczne objętości prochu mogą wyraźnie różnić się masą. Często – a w przypadku elaboracji amunicji precyzyjnej niemal zawsze – odmierzoną dawkę prochu, po umieszczeniu na szalce wagi, uzupełnia się mikrodozownikiem. Narzędzie to wysypuje prochy płatkowe i ekstrudowane po jednym ziarnie a drobne prochy sfera|sferyczne po kilka ziaren. Osiągana dokładność to 0.02 do 0.10 gran – 0.0013 do 0.0065 grama. Większość stosowanych mikrodozowników ma wspólną konstrukcję, stanowią cylinder wypełniony prochem, przez który przechodzi tuleja z wewnętrznym gwintem. W trakcie obrotu tulei pojedyncze ziarna prochu przesuwane są w dnie bruzdy gwintu w kierunku wylotu.
- Dispensers. Są to nowoczesne urządzenia elektroniczne stanowiące swoistego rodzaju połączenie kalkulatora z wagą elektroniczną i mikrodozownikiem o napędzie elektrycznym. Po ustawieni żądanej naważki włącza się napęd dozownika, początkowo z dużą prędkością, stopniowo zmniejszającą się w miarę zbliżania się ilości nasypanego na szalkę prochu do ilości zadanej. Po nasypaniu żądanej masy prochu urządzenie wyłącza się automatycznie. Gwałtowny postęp elektroniki w ostatnich latach doprowadził do radykalnego obniżenia cen Dispensers więc stają się one coraz popularniejsze. Jeszcze do końca I dekady XXI wieku większość osób elaborujących amunicję uważała, że ich cena jest zbyt wysoka w stosunku do walorów użytkowych.

#### Wagi

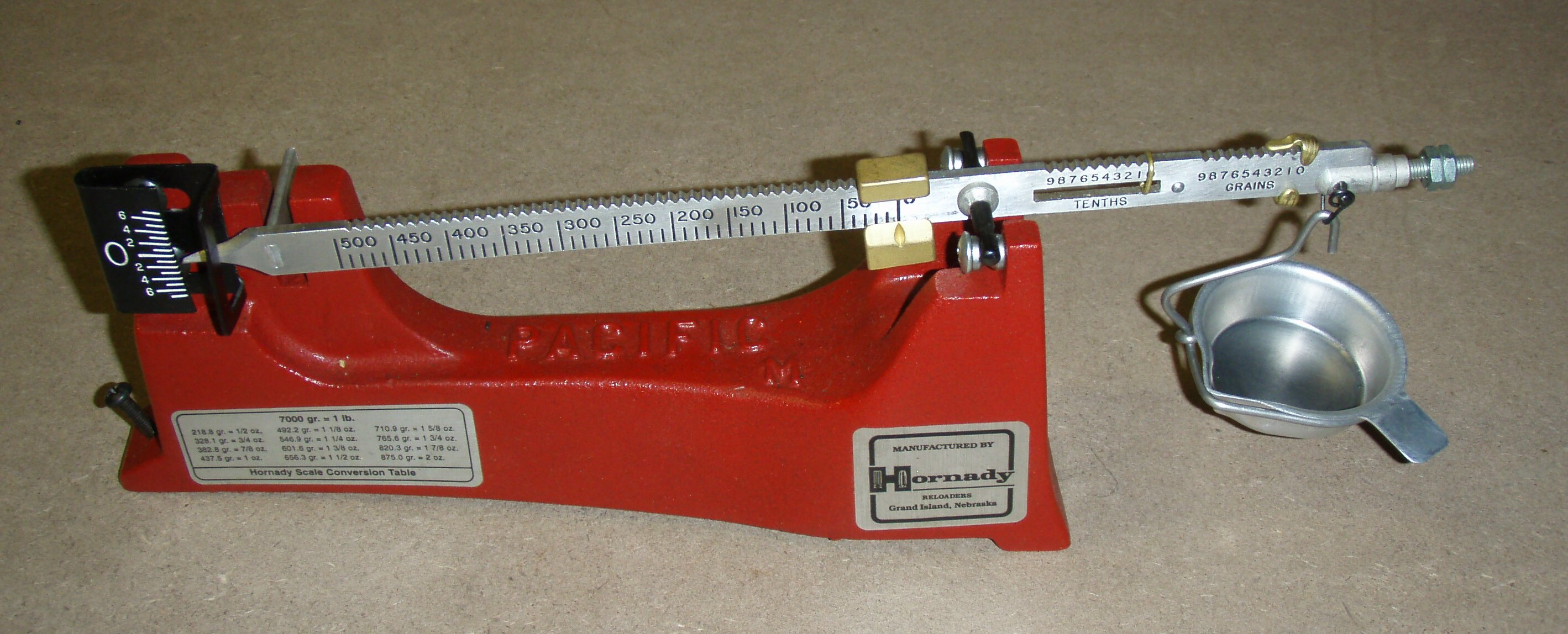
Mechaniczna waga elaboracyjna

Waga jest nieodzownym sprzętem przy elaboracji. Nawet jeśli nie korzysta się z niej do kontroli masy wszystkich naważek prochu, to i tak nie da się bez niej prawidłowo ustawić Powder Charging Die, zsypu, czy dobrać odpowiednią łyżeczkę. Ze względów bezpieczeństwa konieczne jest również wyrywkowe sprawdzanie masy wsypywanego do łuski prochu celem kontroli, czy ustawienia matrycy dozującej proch lub dozownika nie uległy przypadkowemu przestawieniu. Jest również przydatna do sortowania pocisków i łusek. Spotykane wagi to:
- mechaniczne. Dokładność wag mechanicznych stosowanych w elaboracji wynosi zazwyczaj pomiędzy 0.02 a 0.10 gran – 0.0013 a 0.0065 grama. Są to nadal powszechnie stosowane w elaboracji wagi, choć w ostatnich latach ich popularność maleje wraz ze spadkiem cen wag elektronicznych. Największą wadą wag mechanicznych jest dość kłopotliwy odczyt pomiaru, po dłuższym czasie – podczas zasypywania większej ilości łusek – wyraźnie męczą się oczy i spada kluczowa dla bezpieczeństwa koncentracja. Dobrą pomocą jest ustawienie przed skalą wagi dużego szkła powiększającego lub kamery internetowej i obserwacja odczytu na ekranie monitora.
- elektroniczne, najczęściej z dokładnością 0.01 do 0.02 gran – 0.0007 do 0.0065 grama.

#### Narzędzia do łusek

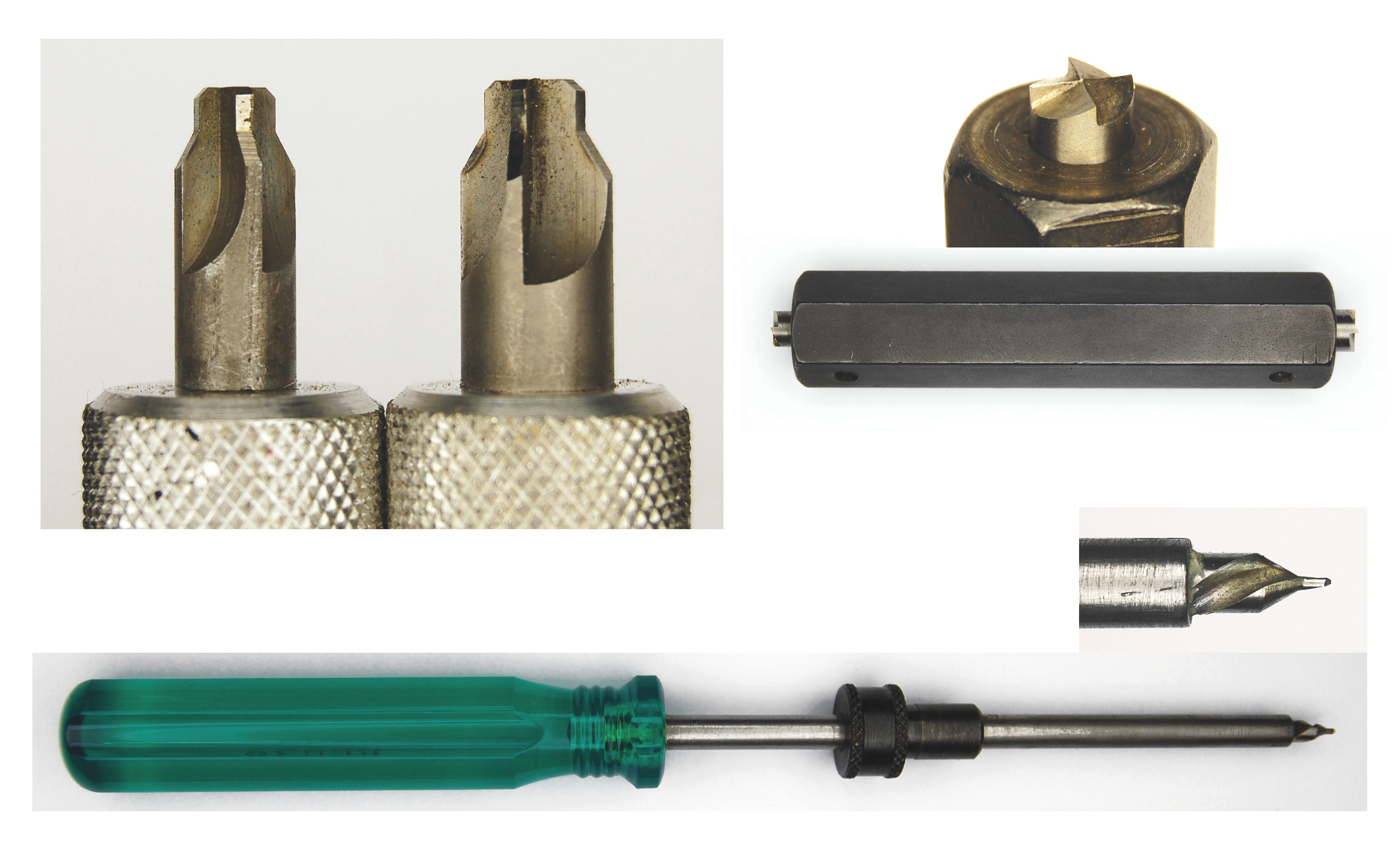
Na górze od lewej: Primer Pocket Reamer (mały i duży) oraz Primer Pocket Uniformer, na dole Flash Hole Uniformer z pilotem

Łuski są jedynym komponentem, który jest używany wielokrotnie, dlatego wymagają szczególnej uwagi podczas przygotowania ich do ponownego użycia. Wyjątek stanowią łuski kartonowe oraz wykonane z tworzyw sztucznych, przeznaczone do elaboracji amunicji do broni gładkolufowej – nie wymagają żadnego przygotowania lub jedynie tylko zgrubnego oczyszczenia. Dlatego w dalszej części rozdziału omawiane będą jedynie narzędzia używane przy elaboracji amunicji kulowej.
Narzędzia do gniazda spłonki i kanału ogniowego
- Primer Pocket Reamer – niewielki frez do usuwania crimpu spłonek (lekkiego zagniecenia denka łuski wzmacniającego osadzenie spłonki). Primer Pocket Reamer występuje w dwóch rozmiarach: o średnicy 0.175” (4.45 mm) do małych spłonek i średnicy 0.210” (5.33 mm) do spłonek dużych;
- Szczotki do gniazd spłonkowych – różnego rodzaju okrągłe szczotki, brązowe i z tworzyw sztucznych o średnicach odpowiednio dopasowanych do dużych i małych spłonek.
- Primer Pocket Uniformer – niewielki frez do unifikacji głębokości gniazda spłonki, występują w dwóch rozmiarach: do dużych i małych spłonek.
- Flash Hole Uniformer – niewielkie narzędzie do wygładzania krawędzi kanału ogniowego od strony wnętrza łuski oraz wnętrza gniazda spłonkowego. Do prawidłowego użycia konieczne są również piloty o średnicach odpowiadających wnętrzu szyjek obrabianych łusek.

Trimmery

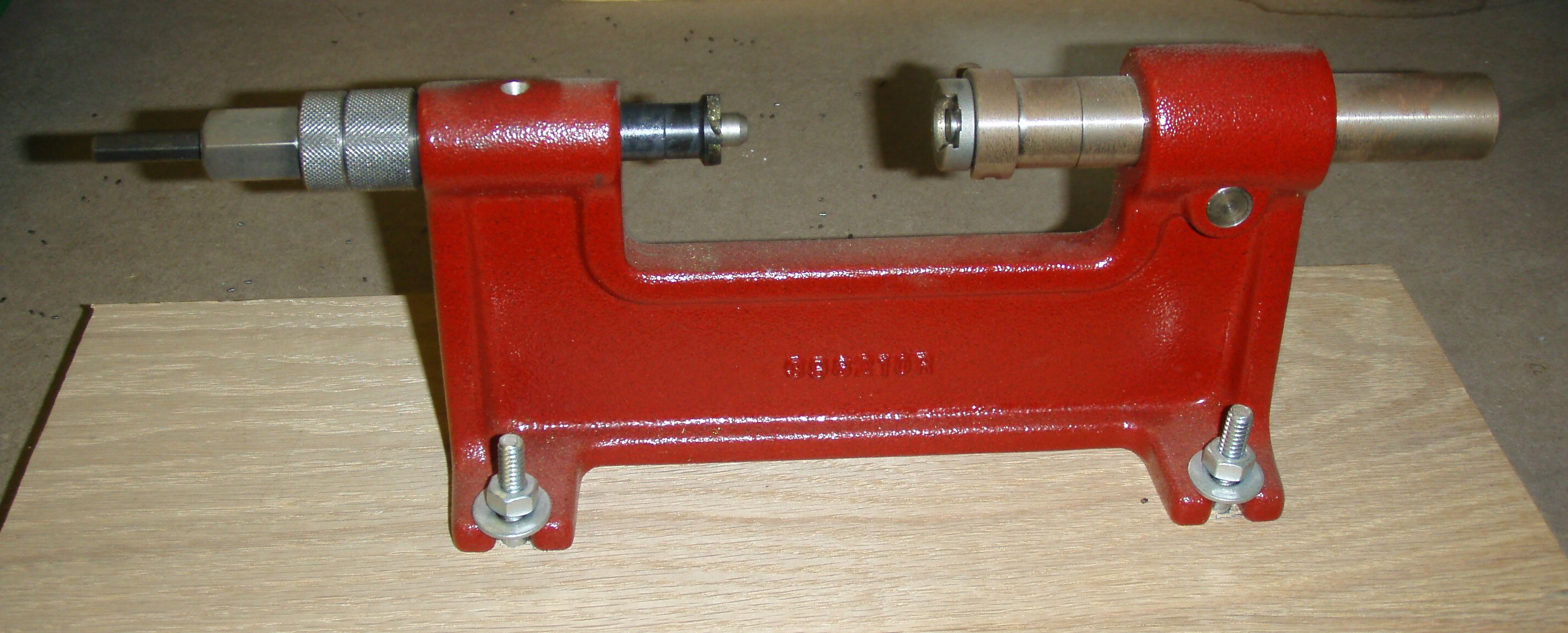
Ręczny Trimmer

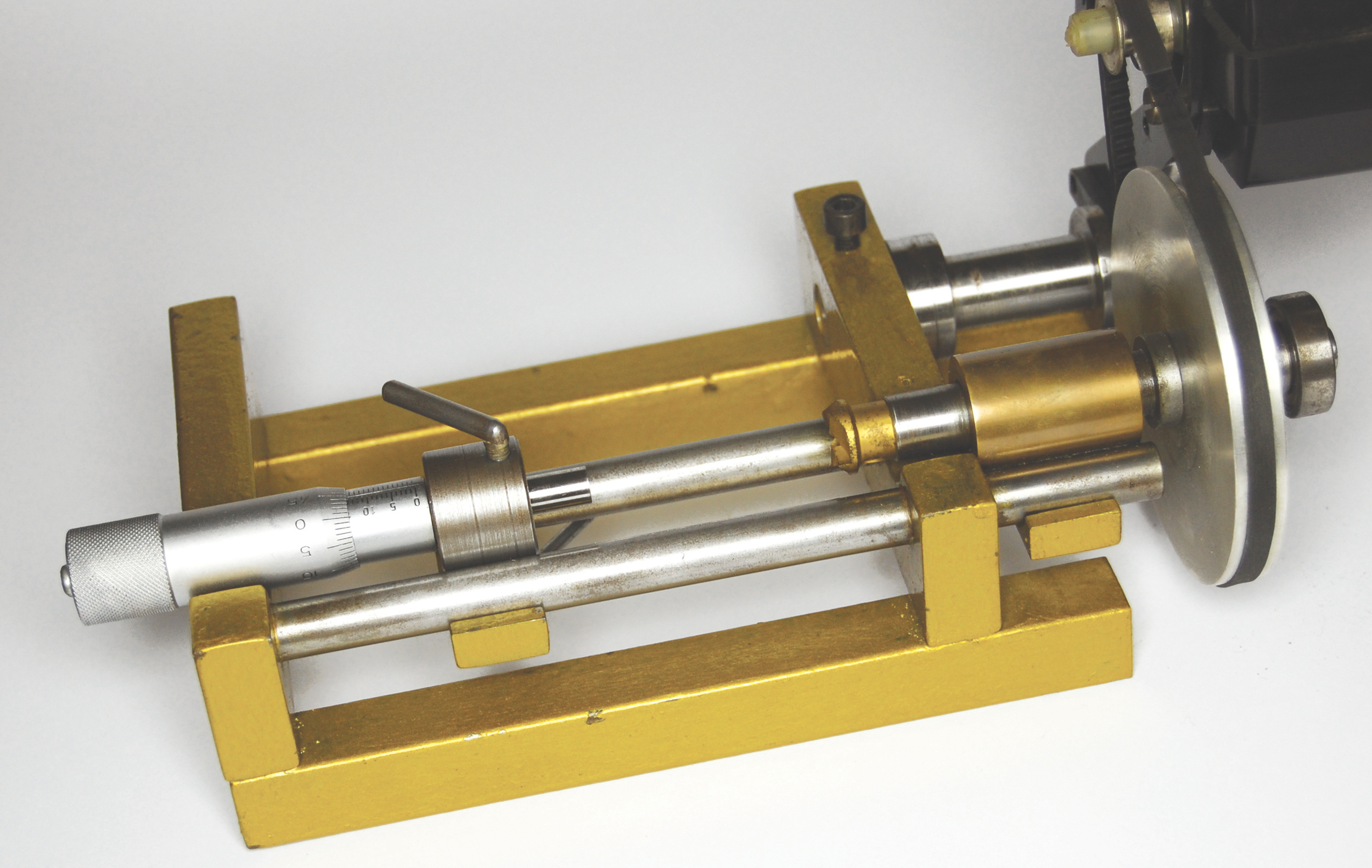
Trimmer z napędem elektrycznym i śrubą mikrometryczną

Podczas każdego wystrzału ciśnienie panujące w łusce, osiągające kilka tysięcy barów, powoduje częściowo plastyczne odkształcenie – grubość ścianki łuski maleje a nadmiar materiału „wypływa” w kierunku szyjki łuski. Zjawisko to powiększane jest adhezją poruszających się z dużą prędkością gazów prochowych – w uproszczeniu gazy „wyciągają” za sobą materiał łuski na zewnątrz. Podobne zjawisko zachodzi podczas formatowania łusek, z tym że zamiast adhezji występuje tu tarcie ślizgowe pomiędzy wnętrzem szyjki łuski a ekspanderem nadającym jej wymiar zbliżony do średnicy pocisku. Łuska z nadmiernie długą szyjką nie nadaje się do elaboracji z dwóch powodów:
- występują trudności z wprowadzeniem jej do komory nabojowej, co bardzo pogarsza niezawodność przeładowania;
- istnieje duże ryzyko – po zamknięciu naboju w komorze nabojowej – urwania, trudnego do późniejszego usunięcia, fragmentu szyjki podczas strzału; sytuacja taka uniemożliwia kolejne przeładowanie lub powoduje zablokowanie przewodu lufy doprowadzające w skrajnych przypadkach do rozerwania lufy i komory zamkowej.

Łuski muszą być okresowo skracane do wymiaru krótszego o 0,2 mm od maksymalnego określonego w normie CIP lub SAAMI, jeśli żadne szczególne powody nie wskazują innej długości. Do skracania szyjek łusek używa się urządzeń zwanych trimmerami (ang. trim – skracać). Stosowane trimmery można podzielić:
- ze względu na napęd
  - trimmery ręczne – najczęściej spotykane, prawie zawsze napędzane niewielką korbką;
  - trimmery akumulatorowe – najczęściej są to trimmery ręczne wyposażone w element pozwalający na przyłączenie wkrętarki;
  - trimmery sieciowe – zasilane bezpośrednio z sieci, szczególnie przydatne przy pracy z dużą partią łusek oraz gdy łuski muszą być mocno skrócone (np. w niektórych przypadkach zmiany kalibru łuski);
- ze względu na sposób mocowania łuski
  - mocujące łuskę jedynie za jej denko, szyjka skracana jest frezem zakończonym pilotem odpowiedniej średnicy; ten rodzaj trimmerów jest najpopularniejszy;
  - mocujące łuskę wewnątrz specjalnej tuleii (caseholder), osobnej dla każdego kalibru; taki sposób mocowania znacznie stabilniej utrzymuje łuskę w osi frezu, wymaga jednak dość kosztownego zakupu tulei mocujących.

Część trimmerów posiada dodatkowe wyposażenie, np. śruby mikrometryczne ułatwiające dokładne ustawienie głębokości skrawania.
Narzędzia do szyjek

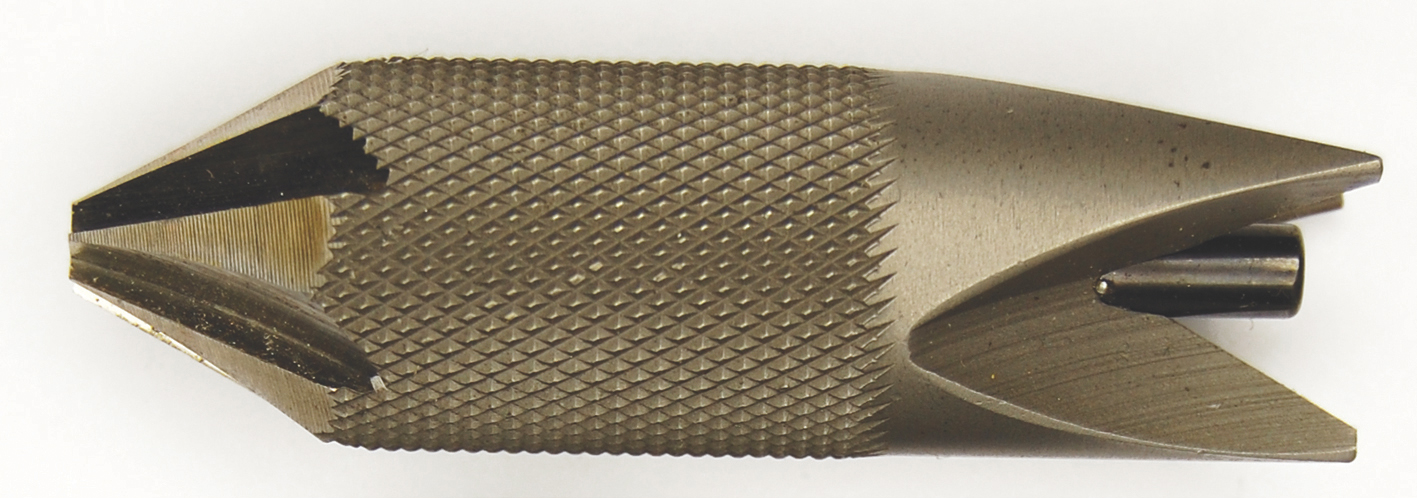
Charmfer & Debburing Tool

Trimmowane łuski zawsze posiadają nierówne krawędzie szyjek, zarówno wewnętrzna, jak i zewnętrzna krawędzie są „poszarpane” i wymagają wygładzenia – służy do tego narzędzie zwane Charmfer & Debburing Tool. Są to niewielkie stożkowe frezy, najczęściej ręczne choć spotyka się również mocowane w większych urządzeniach z napędem elektrycznym. Łuski nie trimmowane wymagają wygładzenia jedynie krawędzi wewnętrznej – dla ułatwienia wprowadzania pocisków na dalszym etapie elaboracji.
Innym narzędziem stosowanym przy unifikacji szyjek łusek jest Turning Tool, służy do zmniejszania grubości ścianki łuski. Zazwyczaj czynność ta jest całkowicie zbędna lub wręcz szkodliwa, lecz występują sytuację gdy jest konieczna. Praktycznie dotyczy to wyłącznie elaboracji do broni niefabrycznej ze specjalnie „ciasną” komorą nabojową, do której standardowa łuska nie może być wprowadzona. Zależnie od konstrukcji narzędzia ścianka łuski może być skrawana tylko od zewnątrz, tylko od wewnątrz lub z obu stron.
Urządzenia do czyszczenia łusek

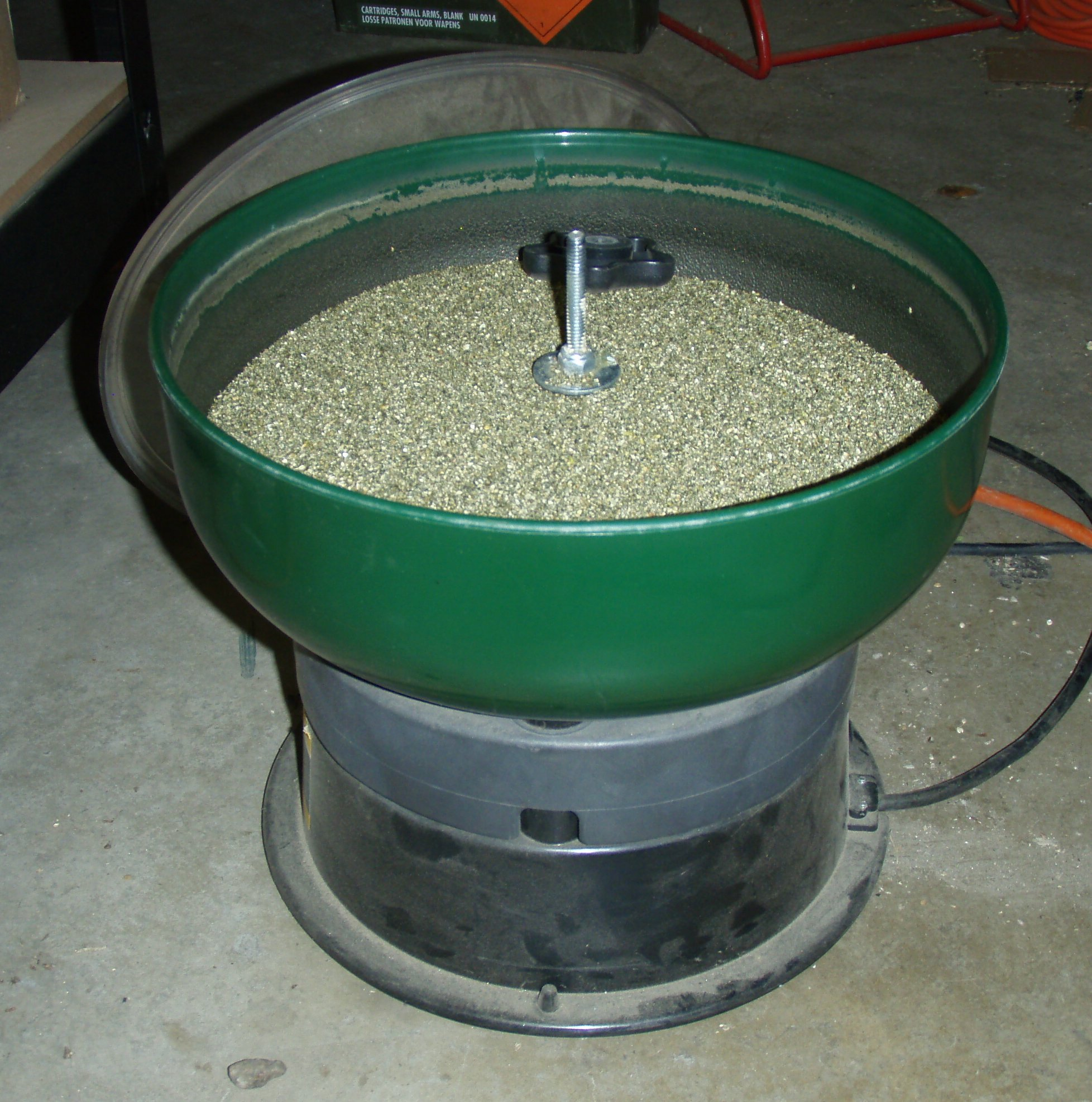
Tumbler wibracyjny

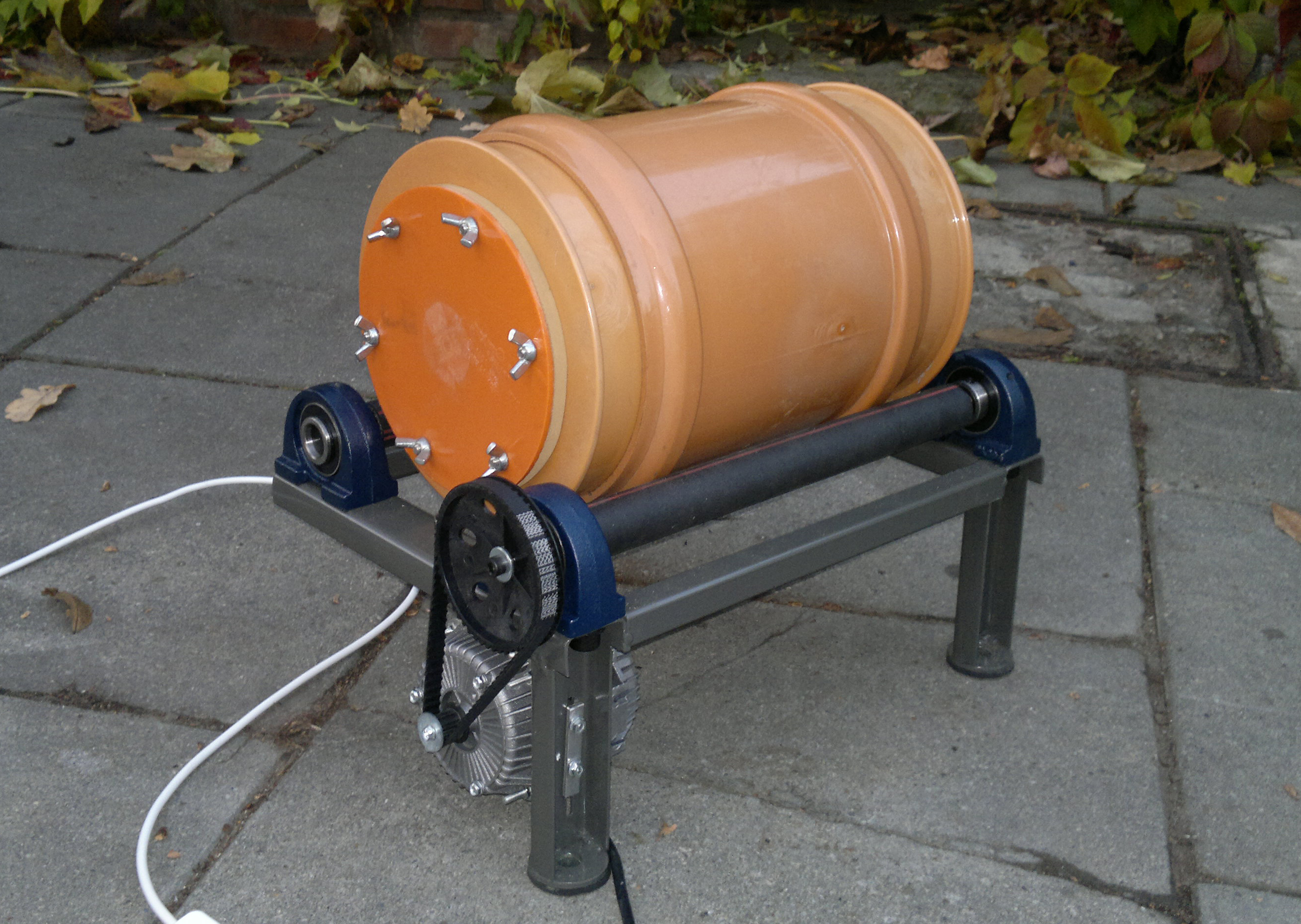
Tumbler rotacyjny

Do scalania amunicji najczęściej używa się łusek poprzednio wystrzelonych, co powoduje konieczność dokładnego ich wymycia, zarówno zewnątrz, jak i wewnątrz. Zanieczyszczenia zewnętrzne – pochodzące od przenoszenia i magazynowania amunicji oraz okopcenie szyjki z resztami spalonego prochu i odłamkami nagaru – mogą powodować przyspieszone zużycie matryc, natomiast pozostałe wewnątrz łuski nagar, sadze oraz pozostałości po spalonym prochu i materiale inicjującym spłonki zmieniają nieznacznie pojemność łuski, a także mogą zakłócać proces spalania prochu. Po wymoczeniu w roztworze detergentu łuski mogą być czyszczone ręcznie, zewnątrz ostrymi gąbkami lub szczotkami a wewnątrz okrągłymi szczotkami mosiężnymi lub z twardego tworzywa – podobnymi do używanych przy czyszczeniu przewodu lufy. Takie mycie jest jednak bardzo czasochłonne i nigdy nie da w pełni zadowalającego rezultatu, z tego powodu łuski najczęściej czyści się w odpowiednich maszynach.
- Myjka ultradźwiękowa. Wanienki ultradźwiękowe są najtańszymi i najłatwiej dostępnymi urządzeniami do czyszczenia łusek. Powtórzenie kilku cykli mycia w różnych roztworach detergentów zawierających domieszki kwasu fosforowego, amoniaku lub octu pozwala uzyskać idealną czystość łusek. Zawsze jednak zewnętrzna powierzchnia będzie lekko matowa, nosząca ślady chemicznego oddziaływania płynów wspomagających czyszczenie i w związku z tym podatna na zabrudzenia. Zdecydowanymi wadami wanienek są również niewielka wydajność i konieczność sporego wkładu pracy.
- Polerka wibracyjna (Vibratory Case Tumbler). Czyszczarki wibracyjne są zdecydowanie najczęściej używanym w elaboracji urządzeniem do czyszczenia łusek. Polerka tego typu posiada sporej wielkości pojemnik – najczęściej mieszczący około 200 łusek 308 Win – usytuowany powyżej systemu napędzającego. Starsze konstrukcje posiadały wysokoobrotowy silnik elektryczny, który poprzez niewielki mimośród na osi wywoływał drgania pojemnika z łuskami. Obecnie produkowane czyszczarki posiadają elektromagnesy wzbudzające drgania o częstotliwości zasilającego urządzenie prądu zmiennego. Środkiem czyszczącym jest pasta polerska zawierająca drobne ziarna ścierne rozprowadzone w nośniku, którym są mielone łupiny orzecha włoskiego lub kaczany kukurydzy. Pełny cykl czyszczenia trwa stosunkowo długo, mocno zabrudzone łuski wymagają czasem nawet 10 godzin dla usunięcia wszystkich wewnętrznych zanieczyszczeń. Wsad czyszczący ma ograniczoną trwałość i po kilku lub kilkunastu cyklach należy go regenerować dodatkiem pasty ściernej a długo nie używany wysycha i wymaga dodania niewielkiej ilości oleju.
- Polerka rotacyjna (Rotary Case Tumbler). Polerki bębnowe są najwydajniejszym urządzeniem do czyszczenia łusek oraz dają najlepsze efekty. Szczelnie zamykany bęben może pomieścić nawet kilkaset dużych łusek oraz wkład czyszczący w postaci nierdzewnego stalowego śrutu, kulek szklanych lub kształtek ceramicznych i wodnego roztworu płynu wspomagającego lub mydła polerskiego z dodatkiem kwasu ortofosforowego. Cykl mycia trwa zazwyczaj poniżej godziny a wyczyszczone łuski nabierają połysku zarówno na zewnątrz, jak i wewnątrz, nawet gniazda spłonkowe są tak czyste, że często nie wymagają dodatkowych zabiegów. Ten typ czyszczarki jest zdecydowanie najdroższy, lecz ze względu na minimalne koszty eksploatacji, dokładność oraz wygodę przy pracy jest godny polecenia.

Sprzętem bardzo przydatnym po zakończeniu czyszczenia są separatory środka czyszczącego. Stosowane są do „odsiewania” czyściwa na bazie mielonych kaczanów kukurydzy lub łup orzecha włoskiego – w przypadku polerek wibracyjnych i śrutu stalowego (kulek szklanych, kształtek ceramicznych) stosowanego w polerkach rotacyjnych. Produkowane są w formie sit o oczku umożliwiającym swobodne opadanie czyściwa i śrutu, ale zatrzymującym najmniejsze produkowane łuski, lub obrotowych pojemników o podobnej wielkości oczkach, umieszczonych nad zbiornikiem do przechowywania medium czyszczącego. Rzadziej stosowane są specjalne bębny do polerek rotacyjnych z wkładką wykonaną z perforowanej stali lub tworzywa.

#### Inne narzędzia
Tacki do łusek – (Loading Blocks).

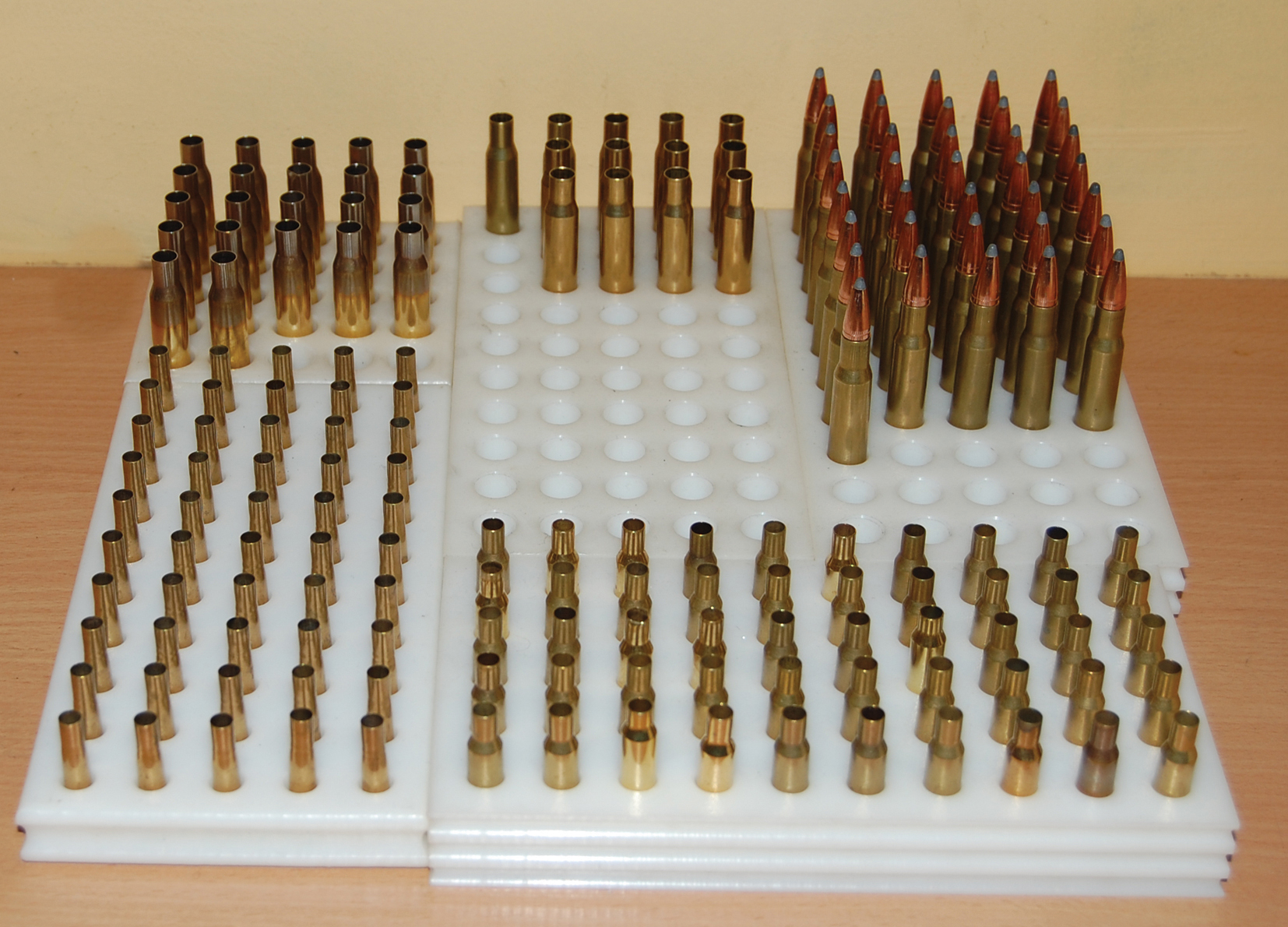
Tacki na łuski

Tacki do przetrzymywania łusek podczas elaboracji powinny być dopasowane do kalibru tak, by łuski mieściły się w przygotowanych otworach dość głęboko i swobodnie, lecz bez zbędnego luzu. Otwory zbyt płytkie lub za szerokie powodować będą mało stabilne trzymanie łusek i mogą prowadzić do rozsypywania się prochu przy przypadkowym potrąceniu tacki. Oferowane w handlu podstawki najczęściej wykonywane są z tworzyw sztucznych i znacznie rzadziej z drewna.
Szczotki do szyjek
Produkowane z brązu lub twardego nylonu szczotki do szyjek spełniają dwa zadania, czyszczą wnętrze szyjki z resztek pozostałego po czyszczeniu prochu i smarują dla łatwiejszego poszerzania expanderem. Stosuje się je na rączce podobnej do śrubokrętu lub umocowane w specjalnym pojemniku ze środkiem smarującym, którym najczęściej jest odpowiedni gatunek drobno mielonej miki, a rzadziej grafit. Szczotka z rączką wymaga okresowego posypywania miką a szczotka ustawiona nad pojemnikiem jedynie usuwa nadmiar środka pozostały po zanurzeniu szyjki w proszku.
Lejek do prochu – (Powder Funnel).

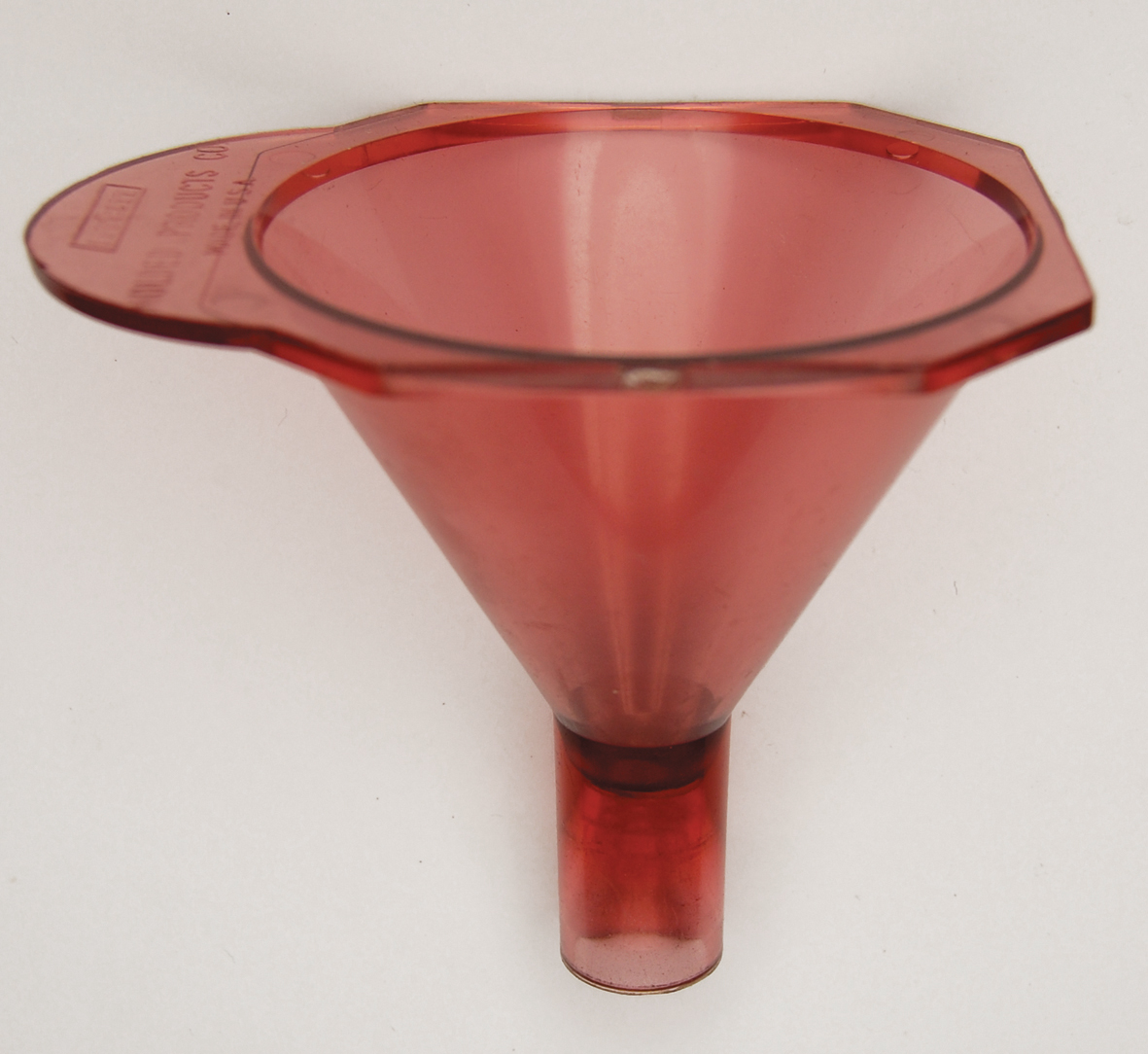
Lejek do prochu

Lejki do przesypywania odważonych naważek prochu do łusek muszą być wykonywane z materiałów antystatycznych zapobiegających ewentualnemu powstaniu iskry. Typowe lejki posiadają dość grubą końcówkę o wewnętrznym stożku, nakładaną na łuskę dzięki czemu pasują na dowolną średnicę szyjki. Oprócz najczęściej spotykanych krótkich lejków stosuje się czasem lejki o bardzo długiej rurce zasypowej – takie rozwiązanie pozwala na sypanie z dużej wysokości niemal pojedynczych ziaren, co prowadzi do naturalnego zagęszczenia prochu o kilka procent. Znacznie rzadziej stosuje się lejki aluminiowe przeznaczone do konkretnej średnicy szyjki łuski.
Okulary ochronne
Podczas wszelkich prac z prochem i spłonkami obowiązkowe jest stosowanie okularów ochronnych. Ponieważ w czasie tych prac nie ma niebezpieczeństwa wybuchu a jedynie mała możliwość powstania ognia podczas przypadkowego odpalenia spłonki lub zapalenia prochu w łusce, nie ma żadnych wymogów co do wytrzymałości mechanicznej okularów. Najodpowiedniejsze są duże okulary strzeleckie bez ramki ograniczającej pole widzenia.
Przymiary – suwmiarki i mikrometry.
Podczas elaboracji zachodzi dość częsta potrzeba dokonywania dokładnych pomiarów, najczęściej łusek, pocisków i gotowej amunicji. Wymagana dokładność odczytu to 0.01 mm, a zakres pomiarowy 0 mm do ~130 mm – czyli najodpowiedniejsza będzie dobrej jakości suwmiarka elektroniczna lub komplet mikrometrów. Do niektórych pomiarów, jak średnicy bushingów, pocisków czy szyjek gotowych naboi podczas doboru bushingu lepiej użyć mikrometru gwarantującego wyższą dokładność, do pomiarów długości łusek lub gotowej amunicji znacznie wygodniejsze są suwmiarki ze względu na swój duży zakres pomiarowy, a ich dokładność jest w pełni wystarczająca.
Komparatory

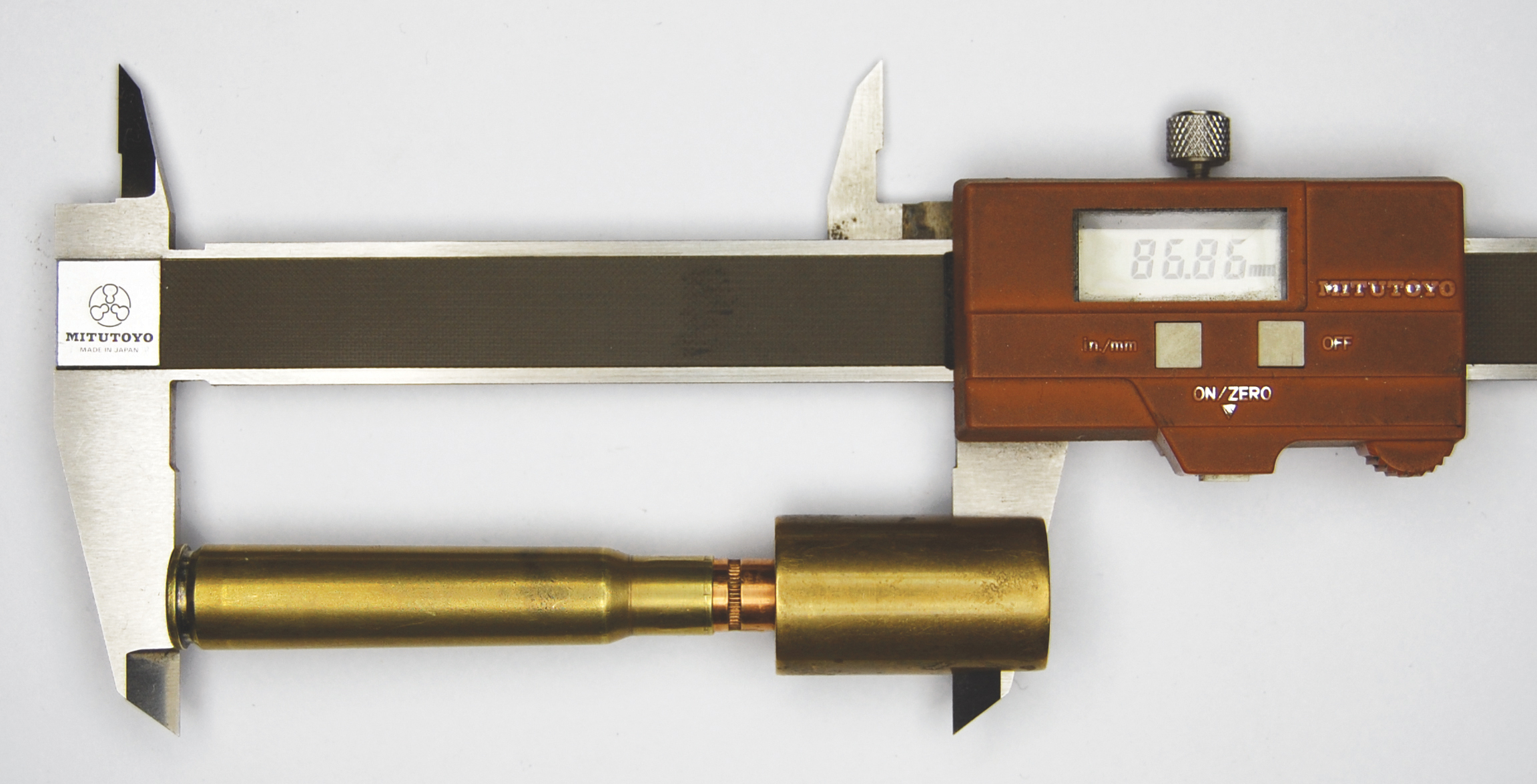
Comparator – przystawka do suwmiarki

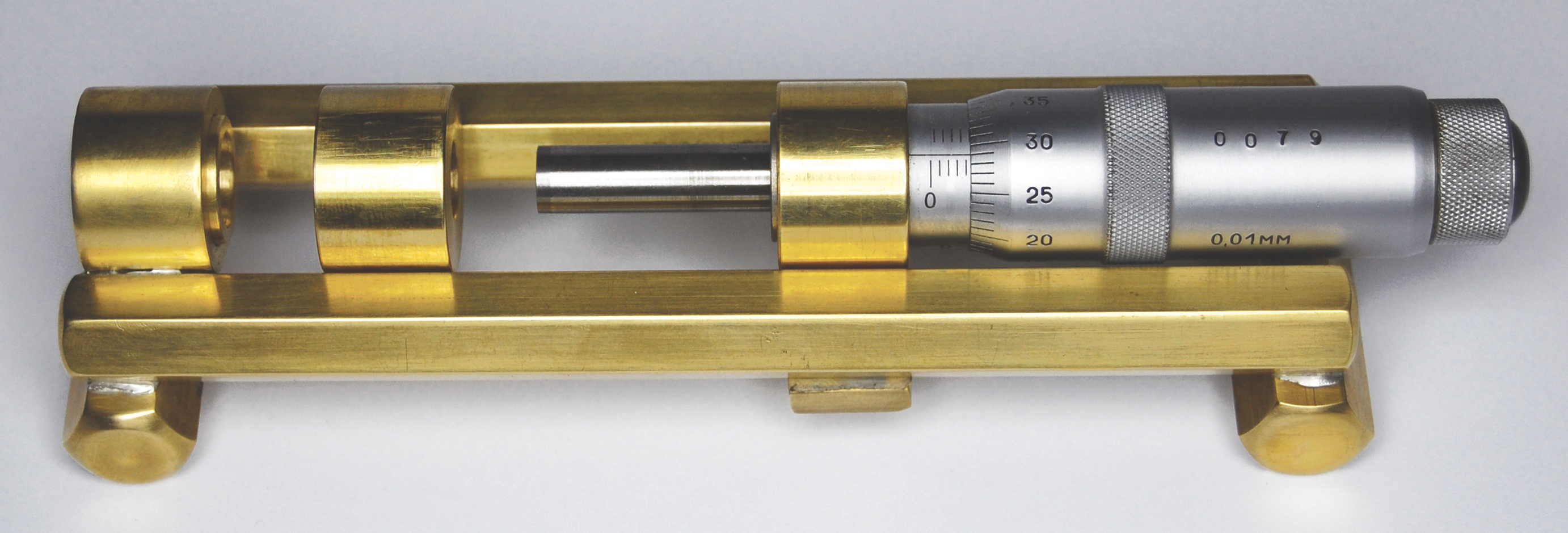
Komparator mikrometryczny

Mierzenie długości gotowego naboju lub pocisku zawsze obarczone jest dużym błędem wynikającym z częstego i nieuniknionego uszkodzenia czubków wielu pocisków. Dokładność takiego pomiaru to około 0.5 mm – zupełnie wystarczająca do porównania faktycznej długości z podaną w tabelach, lecz zbyt mało precyzyjna dla kontroli powtarzalności elaborowanej amunicji. Celem uniknięcia błędów wynikających ze zniekształcenia pocisków pomiary porównawcze wykonuje się z użyciem odpowiednio przygotowanych tulejek o otworach nieco mniejszych od średnicy pocisku. Otwór komparatora powinien być tak dobrany, by pocisk opierał się o jego krawędź w połowie krzywizny swojego przodu. Umownie nazywane jest to w elaboracji „pomiarem do ogive”, co nie jest w pełni prawdziwym określeniem, gdyż za ogive (faktycznie będącym krzywizną szpica) uważa się przekrój pocisku, który jako pierwszy oprze się o stożek przejściowy komory nabojowej podczas strzału. Komplet comparatorów powinien zawierać 11 tulejek o otworach różniących się od siebie o 0.5 mm i średnicach od 3 do 8 mm. Zastosowanie tulejek większej średnicy pozwala na porównywanie długości łusek od denka do ramion, co ma kluczowe znaczenie dla kontroli headspace elaborowanej amunicji. Dokładniejsze comparatory – polecane szczególnie do pomiaru długości łuski – posiadają śrubą mikrometryczną.
Podręczniki i tabele elaboracyjne
Podręczniki i tabele elaboracyjne są nieodzownym wyposażeniem każdej osoby elaborującej amunicje. Podręczniki są bardzo przydatne w razie jakichkolwiek wątpliwości, natomiast tabele elaboracyjne zawierają najważniejszą wiedzę – naważki różnych prochów dla poszczególnych pocisków i większości kalibrów. Nie ma tabel uniwersalnych, to znaczy zawierających dane dla wszystkich kombinacji kaliber-proch-pocisk-łuska-spłonka i dlatego posiadanie jednej tylko tabeli nigdy nie będzie wystarczające. Praktycznie wszyscy producenci komponentów publikują naważki wyłącznie dla własnych wyrobów z uwzględnieniem kilku marek komponentów innych – wytwórca pocisków zaproponuje naważki kilku prochów tylko dla w pocisków przez siebie produkowanych, podobnie producent prochu poda naważki swojego prochu dla wybranych pocisków. Bardzo bogatym źródłem tabel elaboracyjnych jest internet, należy jednak pamiętać, że WYŁĄCZNIE tabele publikowane na oficjalnych stronach producentów są zweryfikowane. Tabele podawane na różnych forach internetowych i stronach poświęconych elaboracji mogą zawierać błędy i stosowanie ich bez porównania z informacjami wiarygodnymi jest niedopuszczalne.
Narzędzia do wyjmowania zakleszczonych łusek – (Stuck Case Removing Tools)

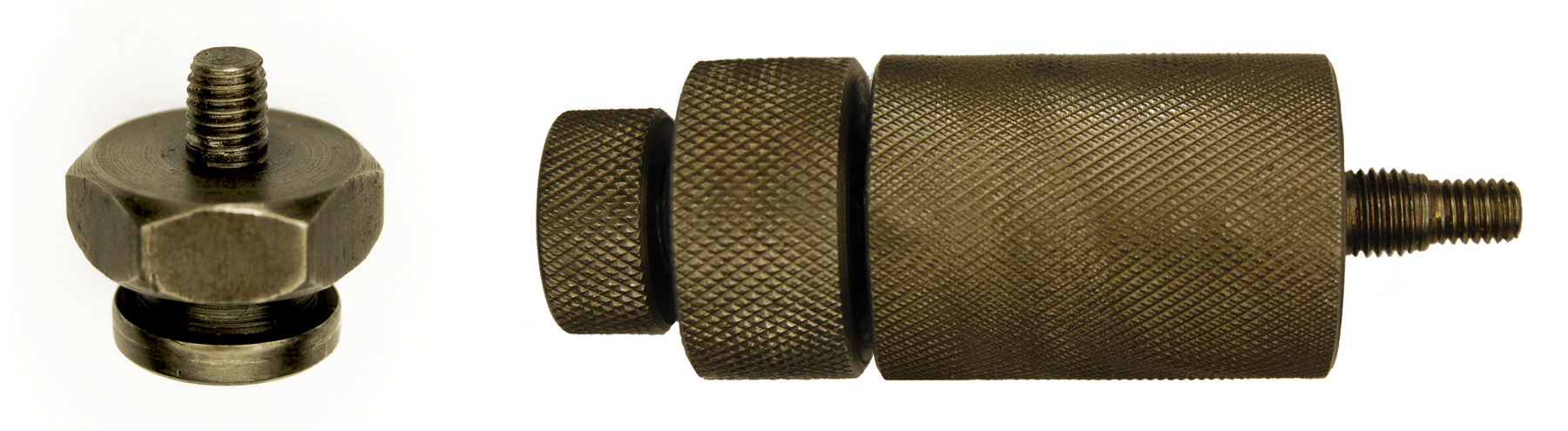
Narzędzia do usuwania zakleszczonych w matrycy łusek

Zdarza się czasem, że podczas formatowania pełnego przy użyciu FL Die, niedostatecznie posmarowana lub zbyt odkształcona twarda łuska zakleszcza się w matrycy. Jeśli siła konieczna do wyciągnięcia jej, jest bardzo duża, to najczęściej podczas próby obniżenia tłoka prasy następuje zerwanie kryzy bądź wtoku i wyjęcie łuski staje się niemożliwe. Należy się w takiej sytuacji posłużyć specjalnym narzędziem do wyciągania łuski z matryc. Istnieją dwa rozwiązania konstrukcyjne sprzętu tego rodzaju. Prostszym urządzeniem, polecanym głównie do niewielkich kalibrów, jest rodzaj uchwytu łuski posiadający gwint zamiast wytoczenia obejmującego wtok (kryzę), do kalibrów większych polecane jest niezależne narzędzie. W obu przypadkach konieczne jest wyjęcie zakleszczonej w matrycy łuski, przestawienie ekspandera – jeśli matryca go posiada – do najwyższego położenia i wykonanie gwintowanego otworu w denku uszkodzonej łuski.
Narzędzia do wyjmowania pocisku z gotowego naboju – (Bullet Pullers)

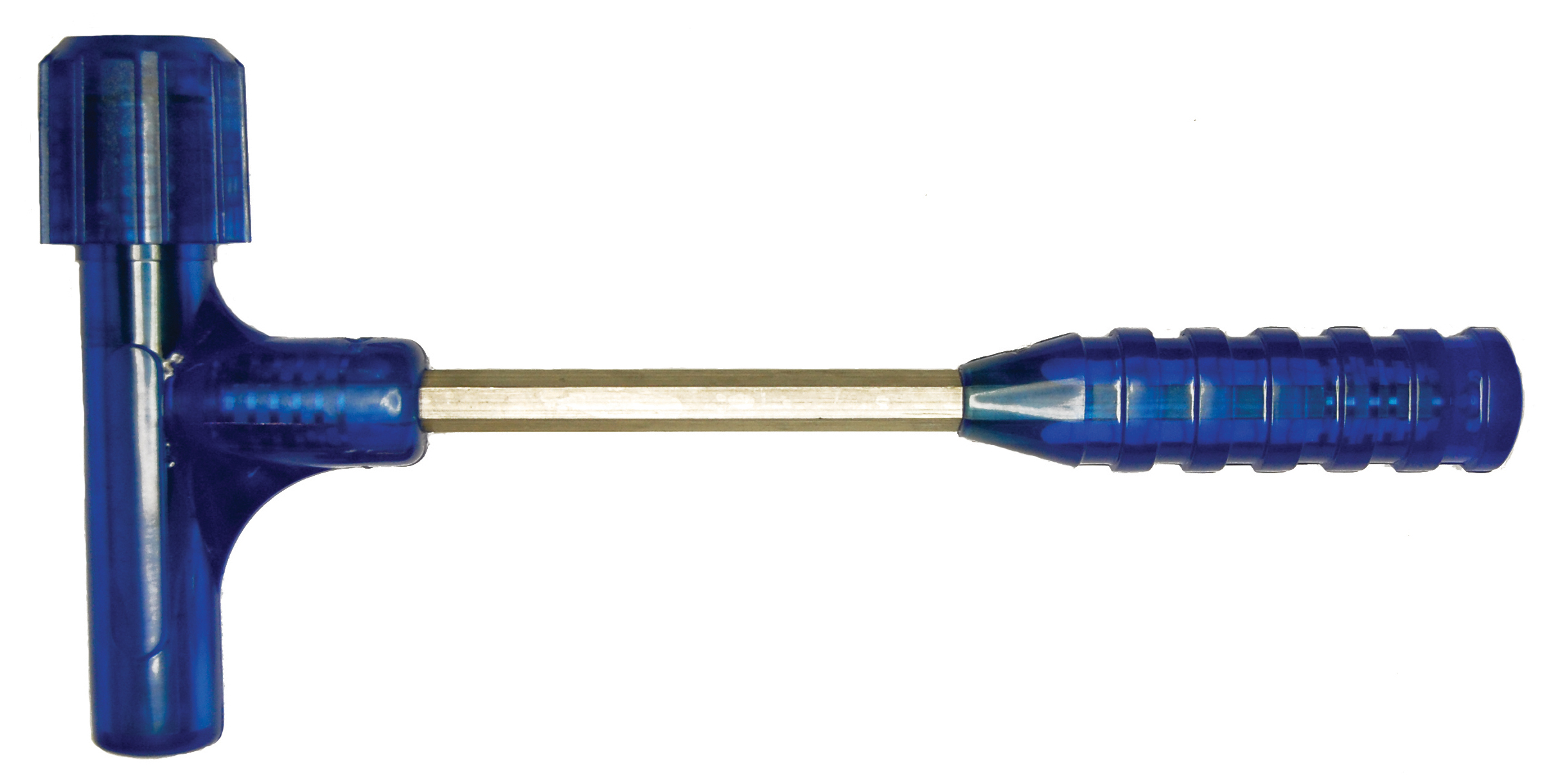
Młotek kinetyczny

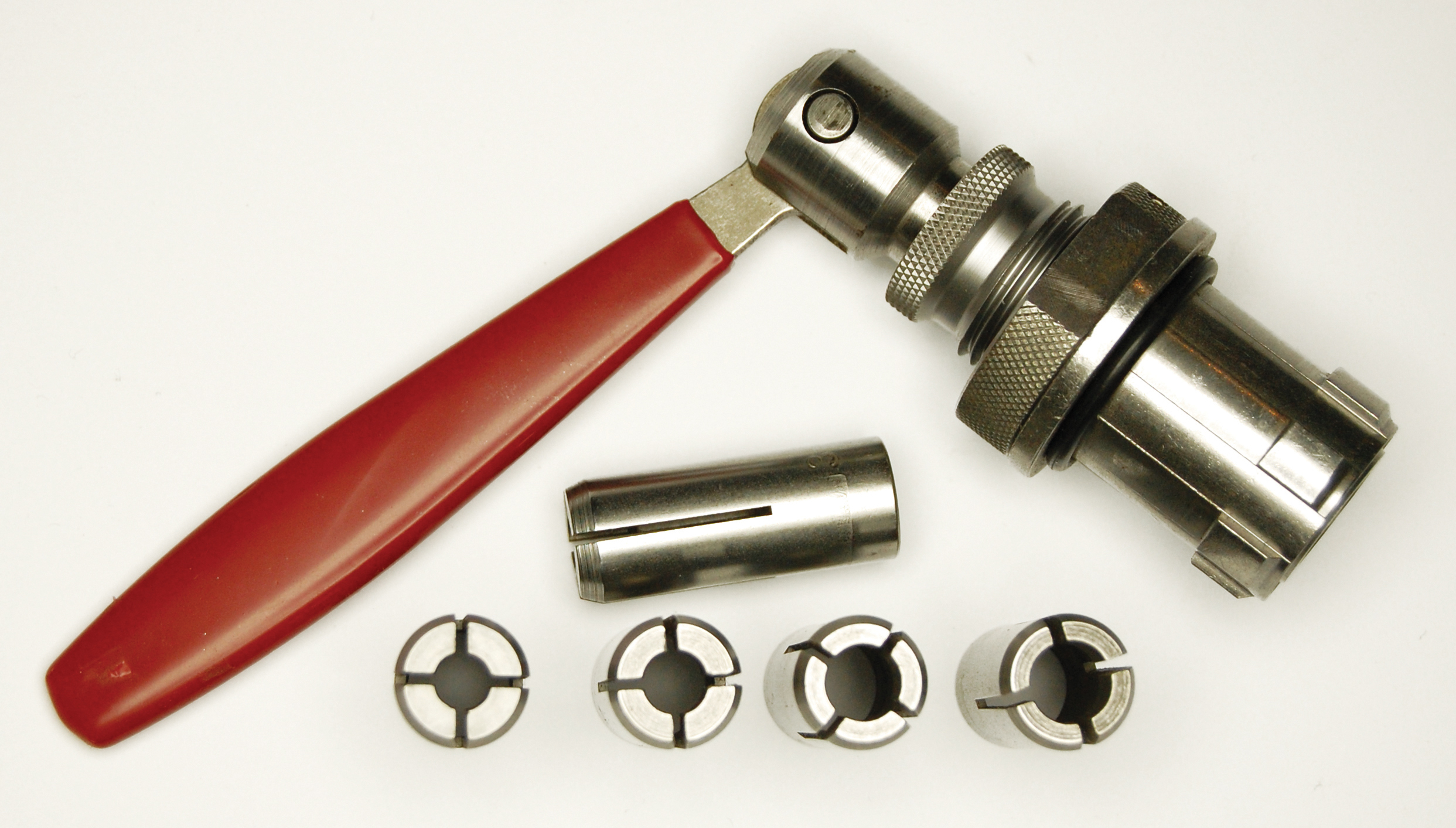
Matryca do rozbierania amunicji

Zdarza się czasem, że zachodzi potrzeba rozłożenia gotowej już amunicji, najczęściej jeśli podczas osadzania pocisku matryca jest źle ustawiona i pocisk zostanie zbyt głęboko wciśnięty, lub gdy przygotowana partia amunicji nie da zadowalającego skupienia podczas próby na strzelnicy. Konieczne jest w takim przypadku narzędzie, które pozwoli zrobić to w sposób bezpieczny i nie niszczący komponentów. Służą do tego Bullet Pullers:
- Szczypce do rozcalania amunicji – (Plier Type Bullet Puller). Najprostszym narzędziem do wyjmowania pocisku z łuski są specjalne szczypce, zazwyczaj dostosowane do 3, a rzadziej 4 kalibrów. Narzędzie to jest bardzo proste w obsłudze i pozwala na szybkie wyjmowanie pocisków, jednakże wyłącznie gdy ich ścisk w szyjce jest niewielki. Pociski crimpowane, lub o mocnym myśliwskim zacisku, nie mogą być tą metodą wyjmowane, gdyż ryzyko ich uszkodzenia jest bardzo duże.
- Młotek kinetyczny – (Impact Bullet Puller). Młotek kinetyczny wykorzystuje bezwładność relatywnie dużej masy pocisków. Cały nabój trzymany jest za kryzę lub wtok w denku łuski trójdzielnym metalowym uchwytem, a następnie montowany do młotka. Kilkakrotne energiczne uderzenie przeciwną stroną młotka o twarde podłoże spowoduje, że pocisk wysunie się z szyjki łuski. Zamknięta konstrukcja narzędzia zapobiega rozsypywaniu się prochu, który po rozkręceniu młotka może być przesypany do pojemnika.
- Matryca do rozbierania amunicji – (Press Mounted Bullet Puller lub Bullet Puller Die).

Najbardziej zaawansowanym technicznie narzędziem do rozbierania amunicji jest specjalna matryca. Pocisk w górnym położeniu prasy trafia pomiędzy szczęki naciętej sprężystej tulei – dobieranej do kalibru (średnicy pocisku) – gdzie jest zaciskany mimośrodową dźwignią. Podczas ruchu powrotnego łuska trzymana shellholderem przesuwa się w dół, a pocisk zostaje w matrycy.
Narzędzia do odpuszczania szyjek łusek
Odpuszczanie ramion i szyjek łuski ma na celu usunięcie naprężeń powstałych podczas produkcji, formatowania i działania gazów prochowych na materiał łuski. Polega na ogrzaniu części najbardziej narażonej na odkształcenia plastyczne do temperatury powyżej 350OC, lecz nie przekraczającej 400OC, a następnie gwałtownym schłodzeniu. Łuski znajdujące się w uchwytach ogrzewane są palnikami gazowymi do momentu, gdy nałożony marker temperatury wskazuje właściwy poziom. Większość stosowanych rozwiązań narzuca pojedynczą obróbkę każdej łuski, lecz istnieją również urządzenia w formie półautomatycznej karuzeli.
Przyrząd do pomiaru prędkości wystrzelonego pocisku – (Chronograph)

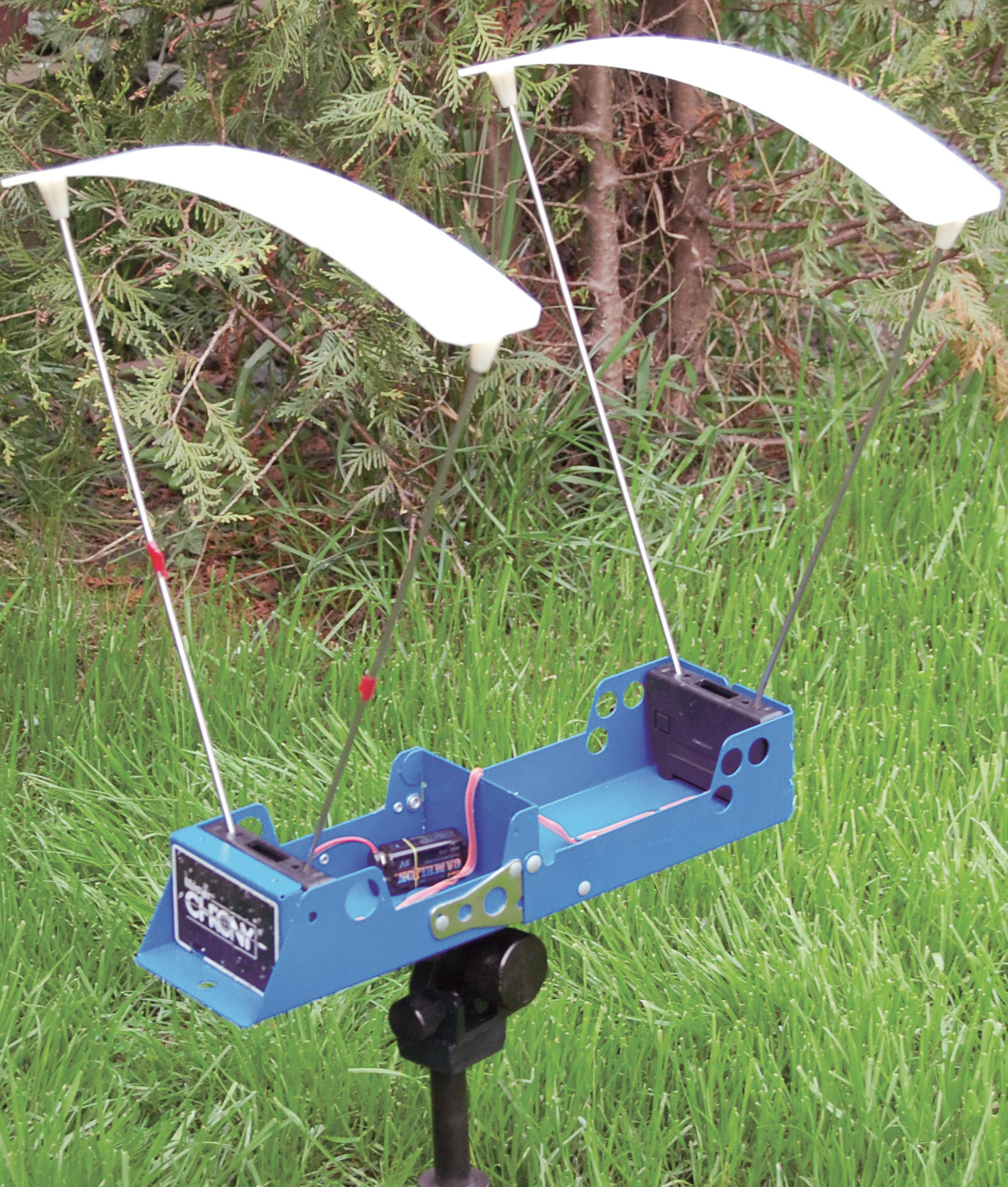
Chronograf

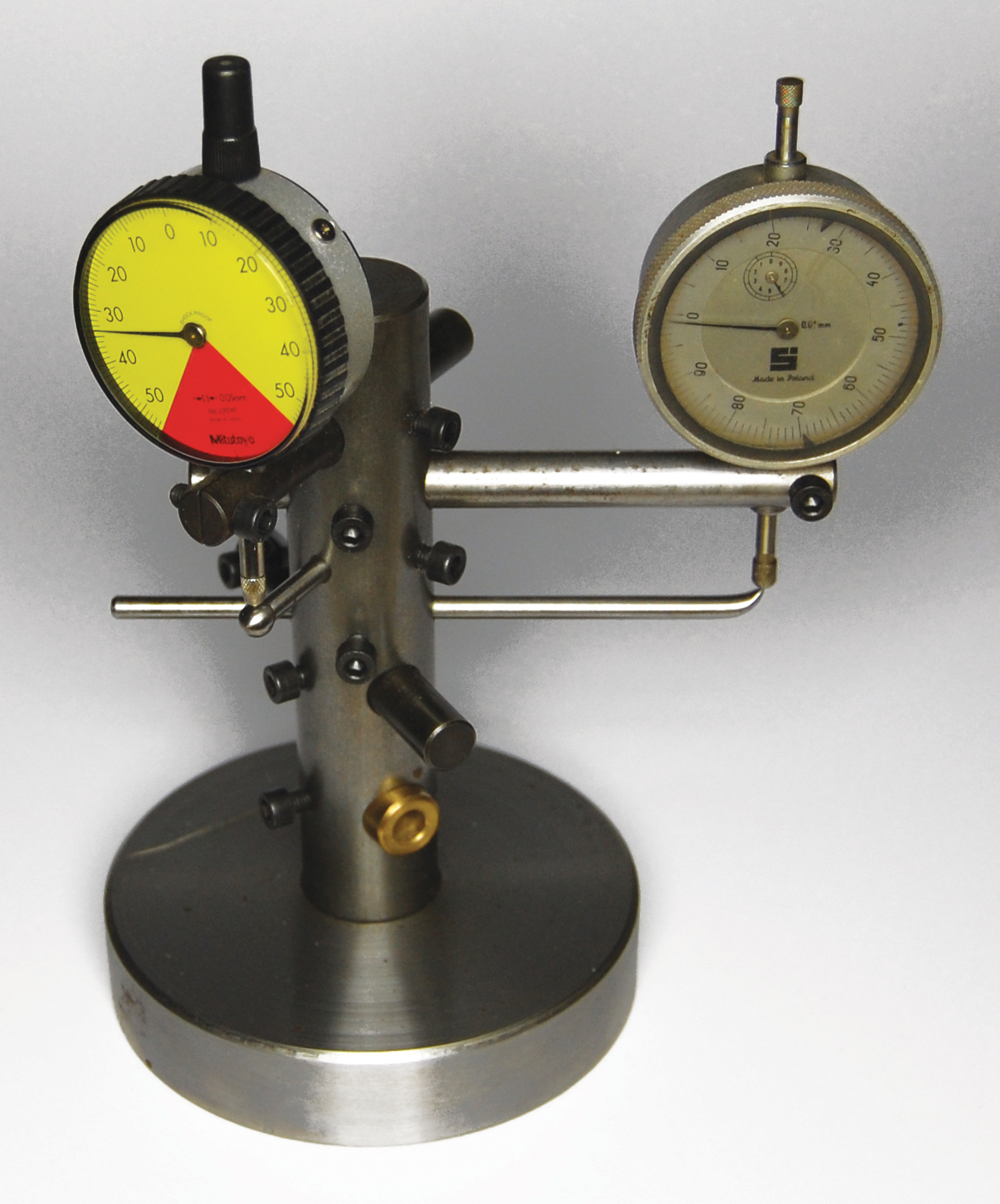
Przyrząd do mierzenia grubości ścianki łuski

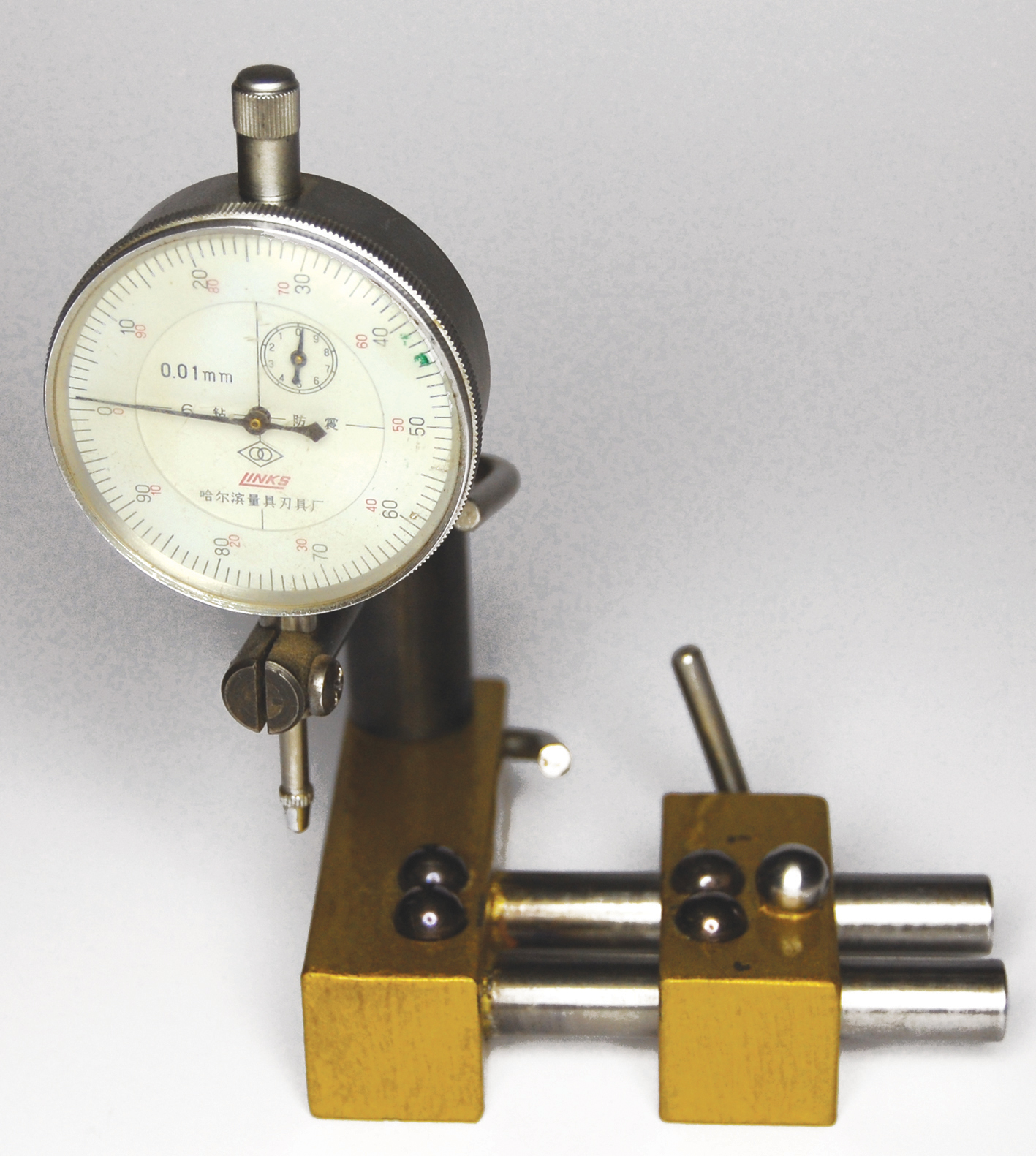
Przyrząd do kontroli osiowości łusek i amunicji

Chronometry (chronografy) służą do pomiaru prędkości pocisków wystrzelonych z elaborowanej amunicji. Procesor wbudowany w urządzenie kalkuluje prędkość pocisku, odnosząc czas przelotu pomiędzy bramkami chronometru do odległości pomiędzy nimi. Porównanie prędkości wskazanej z prędkością wynikającą z tabel pozwala na ocenę prawidłowości wykonanej elaboracji lub właściwy dobór naważki prochu dla uzyskania amunicji myśliwskiej o określonej prędkości początkowej, wartość błędu standardowego wskazuje na dokładność wykonania partii – powtarzalność wszystkich wykonanych operacji podczas scalania amunicji.
Przyrząd do mierzenia grubości ścianki łuski i ścianki szyjki łuski. – (Case Neck Gage)
Grubość ścianek łusek mierzona jest wskaźnikami zegarowymi umieszczonymi na różnego rodzaju statywach. Narzędzie pomaga wyselekcjonować łuski o wewnętrznych wadach, przede wszystkim odrzucić łuski, których stan sprawia zagrożenie pęknięcia przy kolejnym strzale, a uszkodzenie jest od zewnątrz niewidoczne. Również pomiar grubości ścianki szyjki pozwala na ocenę potrzeby jej rozwiercania lub wykonywania Neck Turning.
Przyrząd do kontroli współosiowości łuski szyjki i pocisku z osią łuski. – (Concentricity Gage)
Handel oferuje wiele podobnych urządzeń opartych o tę samą zasadę – łuska obracana jest ręcznie wokół własnej osi, a końcówka czujnika zegarowego wskazuje mimośród szyjki lub pocisku. Najczęściej łożyskiem dla łuski jest odpowiednio regulowany zestaw stalowych polerowanych kulek, a obrotowy wysięgnik czujnika pozwala na pomiar odchyłki od osi w dowolnym miejscu naboju.

### Materiały

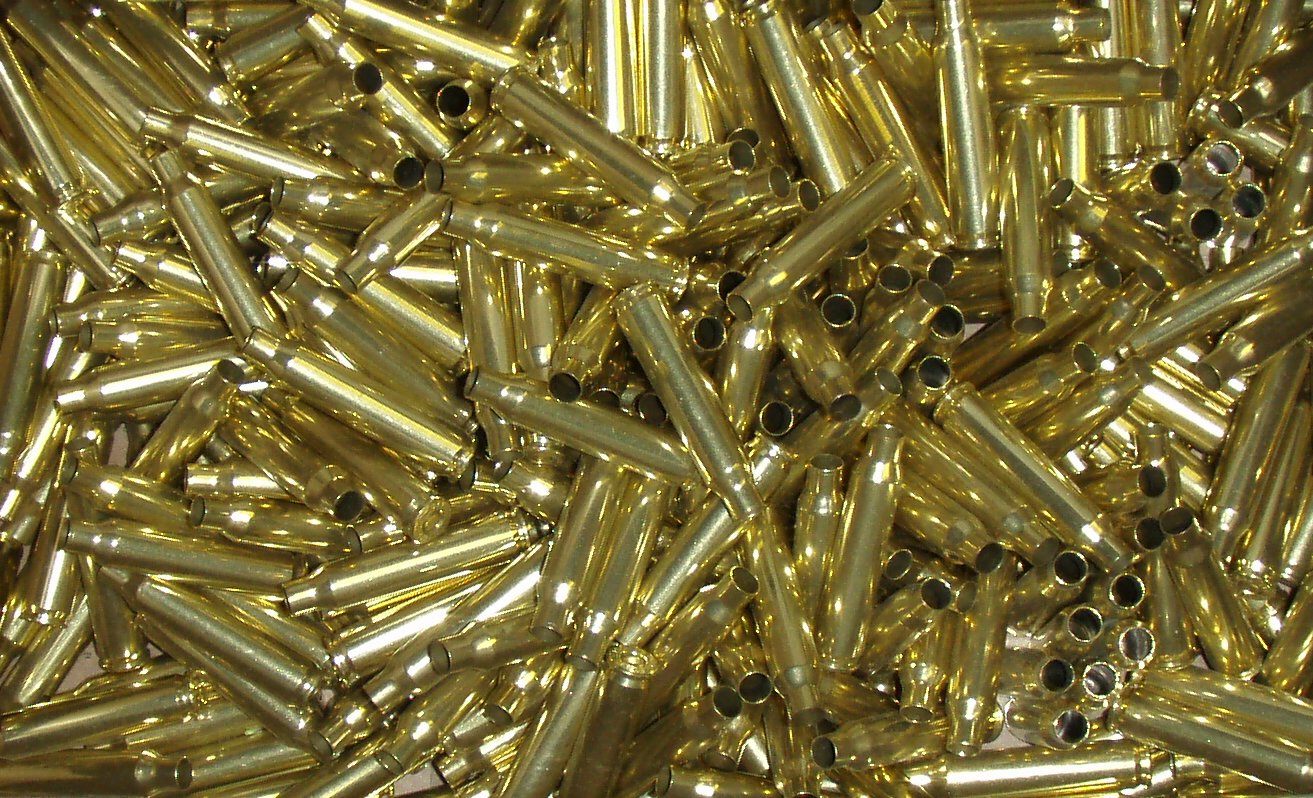
Łuski w kalibrze 223 Remington

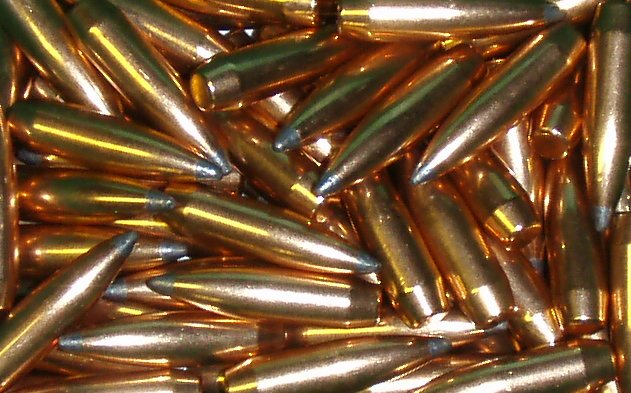
Pociski myśliwskie

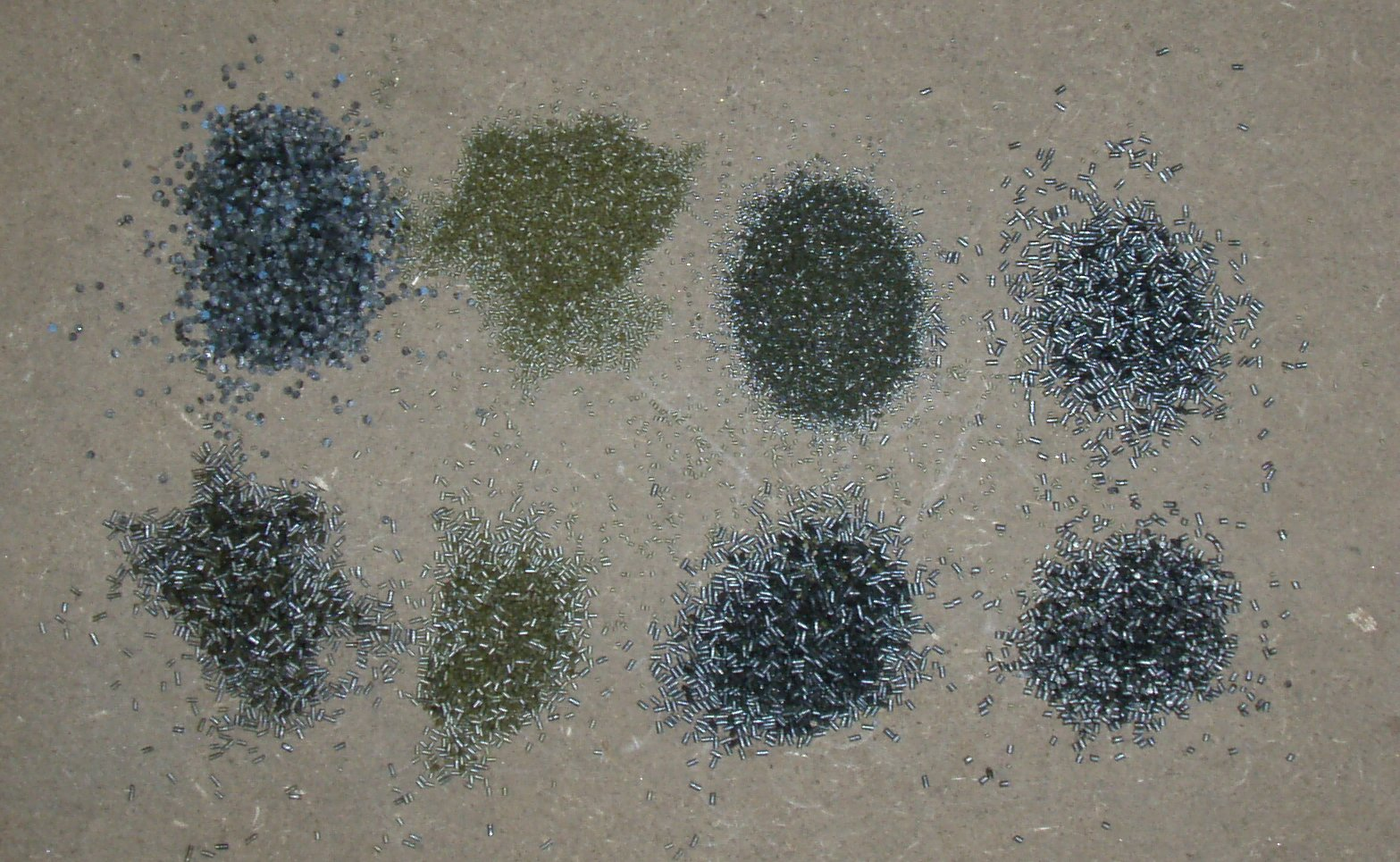
Próbki kilku gatunków prochu

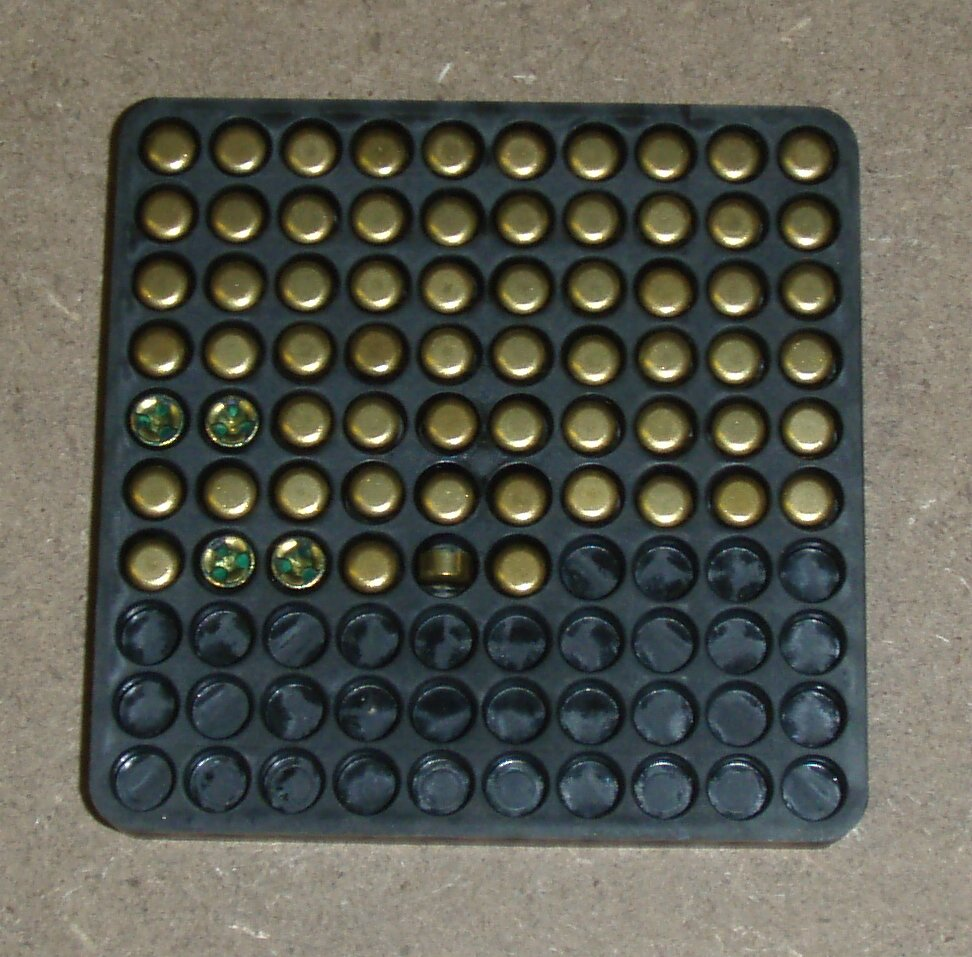
Spłonki Large Rifle

Przed przystąpieniem do elaboracji należy zgromadzić wszystkie konieczne komponenty:
- Łuski. Do elaboracji amunicji do broni z lufą gwintową zdecydowanie polecane są łuski mosiężne, ewentualnie mosiężne niklowane. Do broni gładkolufowej można stosować zarówno łuski mosiężne, z tworzyw sztucznych, jak i kartonowe.
- Pociski lub śrut odpowiednio dobrane do założonego celu elaboracji.
- Proch w gatunku wynikającym z tabel dla danego typu pocisku (naważki śrutu) i elaborowanego kalibru.
- Spłonki o wymiarach odpowiedniej dla elaborowanych łusek i twardości dla kalibru.
- Olej – jeśli mosiężne łuski będą formatowane w całości a matryca nie posiada wkładki ze spieków.

### Proces elaboracji ręcznej

#### Amunicja do broni gładkolufowej
Przy użyciu pras progresywnych.
Szczegóły procesu zależą od konkretnego modelu prasy. Zdecydowana większość pras nie posiada oprzyrządowania pozwalającego na elaborację amunicji kulowej – konieczne jest wtedy ręczne wkładanie pocisków zamiast automatycznego wsypywania śrutu. Najczęściej na kolejnych stanowiskach wykonywane są następujące operacje:
1. usunięcie odstrzelonej spłonki;
2. osadzenie nowej spłonki z równoczesnym poszerzeniem góry łuski;
3. wsypanie ustalonej objętości prochu, na prostych prasach ręczne włożenie przybitki;
4. kontrola poziomu prochu w łusce – tylko na niektórych prasach;
5. włożenie przybitki – tylko na niektórych prasach;
6. wsypanie ustalonej objętości śrutu lub ręczne włożenie pocisku;
7. zamknięcie łuski.

Przy użyciu pras ręcznych, matryc ręcznych i pras jednostanowiskowych.
- usunięcie odstrzelonej spłonki;
- osadzenie nowej spłonki;
- wsypanie odmierzonej naważki prochu;
- umieszczenie odpowiedniej przybitki;
- wsypanie odpowiedniej ilości śrutu lub włożenie pocisku;
- włożenie zatyczki i zawinięcie końcówki łuski lub zagniecenie końcówki łuski w gwiazdkę, a w przypadku łusek metalowych zalanie zatyczki płynną stearyną;
- kalibrowanie naboju, jeśli użyta została łuska kartonowa.

#### Amunicja do broni gwintowanej
Przy użyciu pras progresywnych.
Podobnie, jak w przypadku elaboracji amunicji do broni z gładką lufą szczegóły procesu zależą od konkretnego modelu prasy. Najczęściej na kolejnych stanowiskach wykonywane są następujące operacje:
1. usunięcie odstrzelonej spłonki z równoczesnym formatowaniem całej łuski;
2. poszerzenie góry szyjki łuski;
3. osadzenie nowej spłonki;
4. wsypanie ustalonej objętości prochu;
5. kontrola poziomu prochu w łusce – tylko na niektórych prasach;
6. osadzenie pocisku, na prostych prasach konieczne jest ręczne umieszczenie pocisku nad łuską.

Przy użyciu pras ręcznych, matryc ręcznych i pras jednostanowiskowych.
Istnieją odmienne zdania w sposobie postępowania z łuskami fabrycznie nowymi. Część elaborujących osób uważa, że nową łuskę powinno się traktować tak samo jak wcześniej odstrzeloną. Inni uważają, że nowe łuski powinny być pierwszy raz odstrzelone bez żadnej obróbki – pogląd ten zdaje się być słuszny w przypadku używania precyzyjnej broni i formatowania jedynie części szyjki łuski. Pełna elaboracja obejmuje:
- kontrola typu spłonki, odrzucenie łusek z denkami typu berdan;
- usunięcie odstrzelonej spłonki;
- wstępne mycie łusek, płukanie suszenie;
- segregacja łusek, odrzucenie łusek uszkodzonych;
- formatowanie łuski, pełne lub częściowe, zawsze z kontrolą headspace;
- usunięcie fabrycznego crimpu – tylko przy pierwszej elaboracji;
- unifikacja głębokości gniazda spłonki – przy pierwszej elaboracji, a następnie okresowo co 5-10 ładowań tej samej partii łusek;
- czyszczenie gniazda spłonki – jeśli nie była unifikowana głębokość gniazd;
- unifikacja kanału ogniowego– przy pierwszej elaboracji, a następnie okresowo co 5-10 ładowań tej samej partii łusek;
- trimmowanie łuski (skracanie szyjki łuski) – przy pierwszej elaboracji, a następnie okresowo co 5-10 ładowań tej samej partii łusek;
- wygładzanie wewnętrznej krawędzi szyjki łuski;
- wygładzanie zewnętrznej krawędzi szyjki łuski – tylko jeśli łuska była trimmowana;
- kręcenie szyjki (zmniejszenie grubości ścianki szyjki) – tylko w wyjątkowych przypadkach;
- odpuszczanie łusek – w miarę potrzeb, zależnie od stosowanego ładunku prochu i kalibru, co 5-20 ładowań tej samej partii łusek;
- końcowe mycie łusek, płukanie suszenie;
- kontrola współosiowości komory prochowej łuski z szyjką;
- ważenie łusek – podział na grupy o podobnej masie;
- ważenie pocisków – zazwyczaj odrzucenie najlżejszych i najcięższych, rzadziej podział na grupy o podobnej masie;
- osadzenie nowej spłonki
- wsypanie odważonej naważki prochu;
- osadzenie wyselekcjonowanych pocisków;
- kontrola gotowej amunicji.

W większości przypadków, zwłaszcza gdy amunicja ma zastosowanie łowieckie lub będzie przeznaczona do treningu konkurencji myśliwskich a łuski nie są zapiaszczone i wszystkie są typu boxer, proces elaboracji można znacznie skrócić:
- pełne formatowanie łuski z jednoczesnym usunięciem spłonki;
- mycie łusek, płukanie suszenie;
- segregacja łusek, odrzucenie łusek uszkodzonych;
- osadzenie nowej spłonki
- wsypanie odmierzonej objętości prochu;
- osadzenie pocisku;
- kontrola gotowej amunicji.

### Aspekty prawne
Elaboracja jest dozwolona w Polsce przez osoby posiadające pozwolenie na broń myśliwską, sportową lub kolekcjonerską, pod warunkiem że wytwarzają amunicję na własny użytek. Należy jednak pamiętać, że proch oraz spłonki traktowane są jak amunicja i muszą być odpowiednio przechowywane
Sytuacja prawna elaboracji przybiera skrajne formy w różnych częściach świata, od zupełnego braku kontroli państwa nad posiadaniem i używaniem komponentów do całkowitego zakazu obrotu komponentami oraz posiadania i stosowania amunicji niefabrycznej. W większości krajów Unii Europejskiej prawo jest podobne do obowiązującego w Polsce, najczęściej jednak spłonki nie podlegają żadnej kontroli natomiast posiadanie i używanie prochu obwarowane jest dodatkowymi wymogami. W Niemczech każda osoba pragnąca elaborować (również strzelać z broni czarnoprochowej) musi przejść odpowiedni kurs. Dopiero po jego ukończeniu i zaliczeniu końcowego egzaminu państwowego można wystąpić o zezwolenie na zakup ściśle określonej ilości prochu w okresie kolejnych 5 lat (Bedürfnisprüfung). Każda ilość kupowanego prochu jest odnotowywana i jego faktyczne zużycie jest istotnym elementem przy odnawianiu zezwolenia i podejmowaniu decyzji o limicie prochu na kolejne 5 lat. Dozwolone jest natomiast nie komercyjne zbywanie elaborowanej amunicji na rzecz osób posiadających zezwolenie na broń, przy czym prawna odpowiedzialność za bezpieczeństwo amunicji i ewentualny obowiązek uzyskania certyfikatu spoczywa na osobie, która amunicję scaliła. Niemieckie prawo gwarantuje również zachowanie gwarancji na broń, w której użyto amunicji elaborowanej, pod warunkiem, że amunicja ta spełniała normy CIP (Commission Internationale Permanente Pour l’Epreuve des Armes à Feu Portatives – Stała Międzynarodowa Komisja do Badania i Certyfikacji Broni Ręcznej). Instytucją powołaną do kontroli amunicji i wydawania certyfikatów o jej zgodności z normami jest Deutsche Versuchs- und Prüfanstalt für Jagd- und Sportwaffen (DEVA – Niemiecki Instytut do Testów i Kontroli Broni Myśliwskiej i Sportowej). Najliberalniejszym – pod względem prawa dostępu do prochu i spłonek – krajem Unii Europejskiej jest Austria, gdzie państwo zrezygnowało z jakiejkolwiek kontroli nad obrotem detalicznym komponentami oraz amunicją elaborowaną.
Przepisy obowiązujące w Ameryce Północnej są również bardzo liberalne. Stany Zjednoczone posiadają identyczne regulacje jak Austria, natomiast w Kanadzie jedynym ograniczeniem jest ilość 75 kg prochu, jaką wolno przechowywać w budynku mieszkalnym – większa ilość wymaga posiadania certyfikowanego magazynu. Większość krajów Afrykańskich stosuje (często nieformalnie, bez umocowania w aktach prawnych) przepisy obowiązujące w Republice Południowej Afryki, każda osoba posiadająca zezwolenie na broń może kupować proch i spłonki, z zastrzeżeniem że łączna ilość przechowywanych komponentów nie może przekroczyć 2 kg prochu, 2400 sztuk spłonek i po 200 sztuk gotowej amunicji do każdego z posiadanych kalibrów – z ograniczenia wyłączeni są jedynie zarejestrowani strzelcy sportowi. Polscy myśliwi udający się w tamtym kierunku na polowanie nie mogą jednak bazować na tej informacji i każdorazowo muszą się upewnić w przedstawicielstwie dyplomatycznym kraju, do którego jadą.

### Bezpieczeństwo
Elaboracja amunicji jest czynnością całkowicie bezpieczną a sama amunicja w tym względzie niczym nie ustępuje fabrycznej. Podczas wszystkich prac należy jedynie bezwzględnie pamiętać o kilku podstawowych zasadach:
1. Podczas elaboracji należy przestrzegać czystości i porządku na stole roboczym.
2. Przed przystąpieniem do elaboracji należy zgromadzić w zasięgu ręki wybraną tabelę elaboracyjną i tylko te komponenty oraz narzędzia, które będą użyte do jednej tylko czynności. Przed przystąpieniem do kolejnej operacji należy zbędny już sprzęt usunąć i przygotować nowy.
3. Wprawdzie bezdymny proch strzelniczy używany do elaboracji amunicji zaliczany jest do materiałów wybuchowych, ale nie jest materiałem kruszącym, lecz miotającym – dlatego w otwartej przestrzeni swobodnie się spala nie czyniąc większych szkód. Niemniej jednak jest środkiem łatwopalnym i dlatego wymaga szczególnej ostrożności.
  1. Nie wolno używać otwartego ognia, ani palić papierosów, gdy proch lub spłonki znajdują się w sąsiedztwie.
  2. W pobliżu miejsca składowania i używania prochu nie wolno stosować silnych źródeł ciepła.
  3. Proch oraz spłonki mogą być przechowywane wyłącznie w oryginalnych opakowaniach i nigdy w bezpośrednim sąsiedztwie. Podczas pracy ze spłonkami proch powinien znajdować się w sejfie i podobnie przed przystąpieniem do pracy z prochem należy odłożyć do sejfu spłonki.
  4. Podczas pracy z prochem lub spłonkami należy stosować okulary ochronne.
4. Część składników prochu ma negatywny wpływ na zdrowie i w przypadku spożycia może spowodować niewielkie zatrucie, dlatego podczas pracy należy wstrzymać się od jedzenia, a po jej zakończeniu bezwzględnie wymyć ręce.
5. Poszczególne gatunki prochu mogą bardzo różnic się swoimi właściwościami, również identycznie oznaczane przez różnych producentów, przypadkowa ich zamiana lub zmieszanie może skutkować nieprzewidzianymi skutkami, w skrajnych przypadkach nawet rozerwaniem broni i ciężkim okaleczeniem lub śmiercią strzelca. Dlatego:
  1. Podczas pracy, w zasięgu ręki, może znajdować się tylko jeden gatunek prochu lub spłonek, które używane są do aktualnej elaboracji.
  2. Przed otwarciem pojemnika z prochem należy bezwzględnie upewnić się, czy wybrany proch jest rzeczywiście tego producenta i gatunku, którego zdecydowaliśmy się użyć do elaboracji.
  3. Po zakończeniu pracy oraz przed każdą dłuższą przerwą bezwzględnie należy opróżnić wszystkie używane dozowniki zsypując pozostały w nich proch do oryginalnego pojemnika.
  4. Należy unikać zbędnego przesypywania prochu oraz obchodzić się delikatnie z pojemnikami zawierającymi proch. Wszystkie wstrząsy powodują pękanie pojedynczych ziaren co może znacznie zmienić charakterystykę prochu – szczególnie niebezpieczny jest nadmiar pyłu prochowego.
  5. Posługiwać się wolno wyłącznie oficjalnymi tabelami elaboracyjnymi publikowanym w podręcznikach oraz na oficjalnych stronach internetowych producentów komponentów. Stosowanie receptur zasłyszanych, znalezionych na forach internetowych lub innych interaktywnych stronach może być bardzo ryzykowne, gdyż dane te nie są weryfikowane przez wiarygodne laboratoria i nie można wykluczyć jakiejś pozornie drobnej pomyłki (np. jedna cyfra w nazwie prochu) mogącej doprowadzić do wypadku.
  6. Zalecane jest rozpoczynanie elaboracji od naważki startowej. Dopiero po wizycie na strzelnicy i osobistym upewnieniu się, że łuski ani spłonki nie noszą żadnych symptomów niebezpiecznego ciśnienia można naważkę zwiększyć, lecz nigdy powyżej maksymalnej podanej w tabeli.
  7. Niedopuszczalne jest stosowanie naważek prochu mniejszych od podanych w tabelach wartości startowych, gdyż grozi to SEE (Secondary Explosion Effect) – niekontrolowanym wybuchem pyłu prochowego.
  8. W przypadku jakichkolwiek wątpliwości należy bezwzględnie przerwać pracę i zasięgnąć rady u osoby bardziej doświadczonej.
6. Maksymalne ciśnienie osiągane w łusce podczas spalania zależy w dużym stopniu od bezwładności pocisku (jego masy) oraz wolnej przestrzeni wynikającej z głębokości osadzenia pocisku, a związanej z jego długością. Niedopuszczalne jest trzymanie podczas pracy więcej niż jednego typu aktualnie stosowanych pocisków, gdyż przypadkowe osadzenie pocisku zbyt ciężkiego lub zbyt długiego może doprowadzić do przekroczenia dopuszczalnego dla kalibru ciśnienia.
7. Przed przystąpieniem do elaboracji należy przygotować tylko tę tablicę, na podstawie której będziemy scalać amunicję i notatnik. Wskazane jest notowanie wszystkich spostrzeżeń i porównywanie ich z wcześniejszymi celem łatwiejszego wykrycia ewentualnego błędu. Do tego samego notatnika należy w późniejszym czasie wpisać swoje uwagi ze strzelnicy podczas sprawdzania elaboracji oraz dołączyć tarczę kontrolną.
8. Podczas elaboracji nie wolno wykonywać innych rozpraszających uwagę czynności, w szczególności rozmawiać na tematy nie związane bezpośrednio z aktualnie wykonywaną operacją, prowadzić rozmów telefonicznych czy oglądać telewizji.
9. Nie wolno usuwać z łusek aktywnych spłonek, muszą być wcześniej odstrzelone lub dezaktywowane chemicznie.
10. Nie wolno wykonywać żadnych czynności, nawet pozornie mało istotnych jak czyszczenie łusek, po spożyciu alkoholu lub w stanie zmęczenia.

### Nietypowe zastosowania
Do elaboracji używa się zasadniczo wyłącznie łusek o denku przystosowanym do spłonek typu boxer. Istnieją jednak sytuacje – najczęściej gdy chodzi o starsze kalibry, do których amunicja nie jest już produkowana – gdy jedynymi dostępnymi łuskami są dostosowane do spłonek berdan. Elaboracja takich łusek jest możliwa, jednakże konieczne jest posiadanie specjalnego oprzyrządowania oraz drobna modyfikacja sprzętu. Łuski do spłonek berdan nie posiadają centralnego kanału ogniowego więc nie mogą być usunięte standardową matrycą. Również ustawienie matrycy formatującej musi być zmienione, należy tak unieść ekspander by igła usuwająca spłonki nie miała kontaktu z denkiem łuski, a jednocześnie ekspander nie uległ zakleszczeniu w szyjce. Do usuwania spłonek służy specjalne narzędzie, a w przypadku spłonek crimpowanych konieczne jest zastosowanie metody hydraulicznej po zamocowaniu łuski w specjalnej matrycy. Pozostała część elaboracji przebiega podobnie jak w przypadku łusek typu boxer z koniecznością szczególnej ostrożności przy osadzaniu nowych spłonek.
Amunicji bocznego zapłonu nie da się elaborować ze względu na specyfikę umieszczenia materiału inicjującego. Możliwe są natomiast różne modyfikacje amunicji fabrycznej, jak zmiana pocisku ołowianego na pełnopłaszczowy, czy zmiana średnicy pocisku w różnego typu wildcatach.
Elaboracja jest czasem jedynym źródłem łusek w kalibrach już nie produkowanych. Zawsze udaje się znaleźć współczesny kaliber o podobnych wymiarach łusek, które w matrycy Case Forming Die (lub komplecie takich matryc) da się sformatować do oczekiwanych wymiarów. Często wiąże się to ze znacznym trimmowaniem łuski i fireformingiem – odpaleniem naboju elaborowanego w łusce nie w pełni sformatowanej celem ciśnieniowego dopasowania kształtu łuski do rozmiarów komory nabojowej.
Elaboracja amunicji śrutowej pozwala na uzyskiwanie przebicia i pokrycia mocno różniącego się od uzyskiwanego z większości amunicji fabrycznej. Odpowiednio dobierając gatunki prochu oraz naważki śrutu i prochu, dodatkowo stosując specjalne przekładki śrutu, łatwo scalić amunicję o zmniejszonym przebiciu i znacznie pogorszonym przebiciu – bardzo przydatną do polowania w gęsto zakrzaczonych łowiskach. W pewnych sytuacjach można również osiągnąć efekt odwrotny: amunicję o zwiększonym przebiciu i pokryciu przeznaczoną do dalekich strzałów.
Dla, wciąż jeszcze dość licznych, użytkowników broni na naboje igłowe typu Lefaucheux elaboracja jest jedynym źródłem zaopatrzenia w amunicję. Lekko modyfikując łuskę typowego naboju śrutowego i proces elaboracji łatwo jest osiągnąć zamierzony cel. Główną różnicą w użyciu komponentów jest zastosowanie kapiszonu od broni czarnoprochowej umieszczonego wewnątrz łuski zamiast typowej spłonki.